# Nicholas Hoult
Nicholas Caradoc Hoult (Wokingham, Inglaterra; 7 de diciembre de 1989) es un actor británico. En su filmografía incluye papeles protagónicos en grandes producciones y en proyectos independientes, en la industria cinematográfica estadounidense y en la británica. Su exitosocomienzo en el séptimo arte se da al interpretar con 11 años a Marcus en About a Boy (2002) —previamente, había intervenido en pequeños roles televisivos y cinematográficos en la televisión británica desde que se inicia en la actuación a los 3 añosdebutando en la película Intimate Relations (1996)— Desde entonces, su legado no ha dejado de extenderse, interviniendo en series y largometrajes. A sus 17 años da vida al personaje Tony Stonem en la serie británica Skins (2007-2008), papel que lo ayuda a hacer la transición de estrella infantila papeles más oscuros en la industria del cine, alcanzando éxito y reconocimiento.Y no sería hasta una década más tarde, que regresaría a una serie para interpretar al emperador Pedro III de Rusia en The Great (2020-2023) que le otorga nominaciones a dos Premios Globo de Oro y un Premio Primetime Emmy. Su salto a Hollywood da comienzo con el drama A Single Man (2009), por el que obtuvo una nominación a los Premios BAFTA. Entre su destacado repertorio filmográfico constan los largometrajes X-Men: First Class (2011); Warm Bodies (2013); Jack the Giant Slayer (2013); X-Men: Days of Future Past (2014); Mad Max: Fury Road (2015); Equals (2015); The Favourite (2018); Tolkien (2019), The Menu (2022); Renfield (2023); The Order (2024); Juror #2 (2024); Nosferatu (2024); y Superman (2025). 
Hoult también es un actor vocal, a proporcionando su voz a narraciones, audiolibrosy a diferentes personajes animados; como al personaje animado de Ace en la película Futbolín (2013),al conejo Fiver en la miniserie británica Watership Down (2018),al personaje de Patrick en la stop-motion para adultos Crossing Swords (2020-2021)o al personaje de Jon Arbuckle en la película animada The Garfield Movie (2024).
En el Trafalgar Studios de Londres protagoniza la obra teatral New Boy en 2009.Es citado en la lista anual Forbes 30 Under 30 en 2012.En 2024 la revista GQ lo nombra “Actor del año”. Es miembro de la Academia de Artes y Ciencias Cinematográficas estadounidense y posee su propia productora cinematográfica conocida como Dead Duck Films.

## Biografía

### Infancia
Hoult reside la mayor parte de su infancia con su familia en Sindlesham, un pueblo en el distrito de Wokinghamen Berkshire. Su segundo nombre, Caradoc (pronunciado /ka.ˈrɑː.dɔk/), es galés y se traduce como «el amado».Sus padres son Glenis Hoult —de soltera Brown— profesora de piano, y Roger Hoult, piloto aéreo de la aerolínea British Airways. Hoult es el tercero de cuatro hermanos; todos ellos actuaron profesionalmente en algún momento de su vida, si bien él es el único que sigue trabajando en el mundo de la interpretación. Su hermano es químico forense, una hermana es profesora y la otra ayudante de dirección, sus hermanos son Clarista Hoult (n. 1992), Rosanna Hoult (n. 1984) y James Hoult (n. 1977). Su tía abuela paterna es la actriz y cantante Anna Neagle y su tío abuelo político es el director de cine y productor inglés Herbert Wilcox. Su madre lo acompañaba en el set de rodaje de todos sus proyectos hasta cumplir los 17 años.

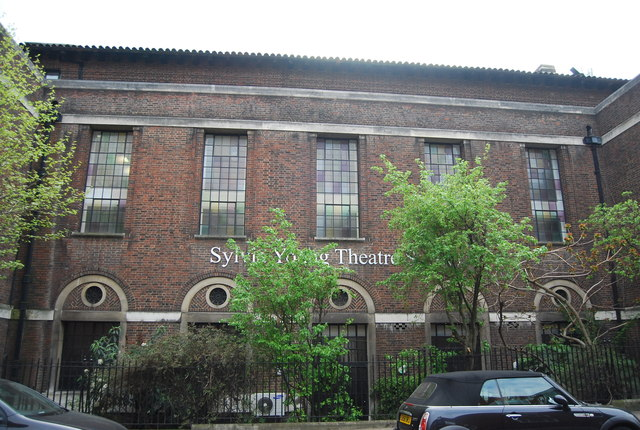
Sylvia Young Theatre School, en Westminster, Londres.

Después de terminar sus estudios en la escuela infantil The Coombes Infant and Nursery School, Hoult fue a la escuela secundaria Arborfield Church of England. En 2002, a los once años, asiste a la escuela de actuación Sylvia Young Theatre School en Londres, una prestigiosa escuela enfocada en las artes escénicas. Dijo: «La escuela a la que fui, la escuela de teatro Sylvia Young, es una escuela brillante y tienen la agencia que me permitió trabajar»,un buen punto de partida para él. Pero, la abandona a los catorce años, pues sentía que no estaba listo para que su vida se centre únicamente en la actuación, y se matricula en Ranelagh Church of England School, una escuela secundaria de la Iglesia de Inglaterra en Bracknell, Berkshire. Después asiste a la Sixth Form College de Farnborough, pues quiso obtener certificados de nivel avanzado en Filología inglesa, Biología y Psicología. Hoult cursa los estudios y en paralelo, sigue en el mundo de la interpretación; obtiene el papel de Tony Stonem, y tras filmar la primera temporada de Skins, decide no continuar con sus estudios y centrarse en la actuación.
En su niñez, aprende a tocar el trombón y forma parte del coro local. Aparte de la rama de actor, también tuvo interés en el ballet e intervino de bailarín en compañías de alto perfil en producciones regionales con el English National Ballet «Estuve en el ballet El lago de los cisnes y también en El cascanueces con el ballet nacional», afirmó. Y admite que comenzó a hacer ballet después de acompañar a su hermana a una de sus clases, contó en 2007. «Al subir al escenario fue un verdadero placer hacer ballet ante una audiencia en vivo». También participa en la British Basketball League (BBL) con el equipo de baloncesto Reading Rockets que años más tarde, lo nombra embajador del club.

### Aficiones
En su tiempo libre juega baloncestoy al golf y entrena jiu-jitsu y boxeo. También es fanático de MotoGP y de la Fórmula 1. Se le ha visto en diversos Grand Prixa lo largo de los años. Hoult se gradúó en la escuela de conducción Corso Pilota de Ferrari en 2022y ha participado en varias Ferrari Challenge. En 2024 ganó en Watkins Glen el "track attack" con su vehículo Ferrari 296 GTB.

### Vida privada
Nicholas Hoult es padre de dos niños con la modelo californiana Bryana Holly Keilana Bezlaj con quien mantenía una relación desde el 12 de diciembre del 2016; su primer hijo llamado Joaquín Nicholas Hoult nació el 17 de abril de 2018y el segundo en octubre del 2022.Hoult y Holly se unieron en matrimonio en secreto. Nicholas vive con su familia entre Huntington Beach en Condado de Orange, California y Londres.
Una de las cosas que menos le gusta hacer es ver alguna de sus películas. Y es que, según ha admitido en numerosas ocasiones, le «resulta una experiencia especialmente embarazosa e incómoda». En 2022, en el podcast Armchair Expert con Dax Shepard, Hoult hizo referencia a tener ansiedad social en retrospectiva, es decir, cuando piensa en situaciones y contempla qué podría haber ido mejor.

## Trayectoria profesional

### Década de 1990
El potencial actoral de Hoult es descubierto a los 3 años de edad por un director de teatro durante la representación de una obra protagonizada por su hermano James. El director queda impresionado por su capacidad para «concentrarse bien» y le ofrece un papel en su próxima producción teatral El círculo de tiza caucasiano. En 1995, durante un concurso de talentos competitivo llamado All England Singing and Dancing Championship, un precursor de reality shows, un agente se ofreció a representar a las dos hermanas Hoult y a él, tras realizar una interpretación de A Funny Thing Happened on the Way to the Forum disfrazado de payaso.

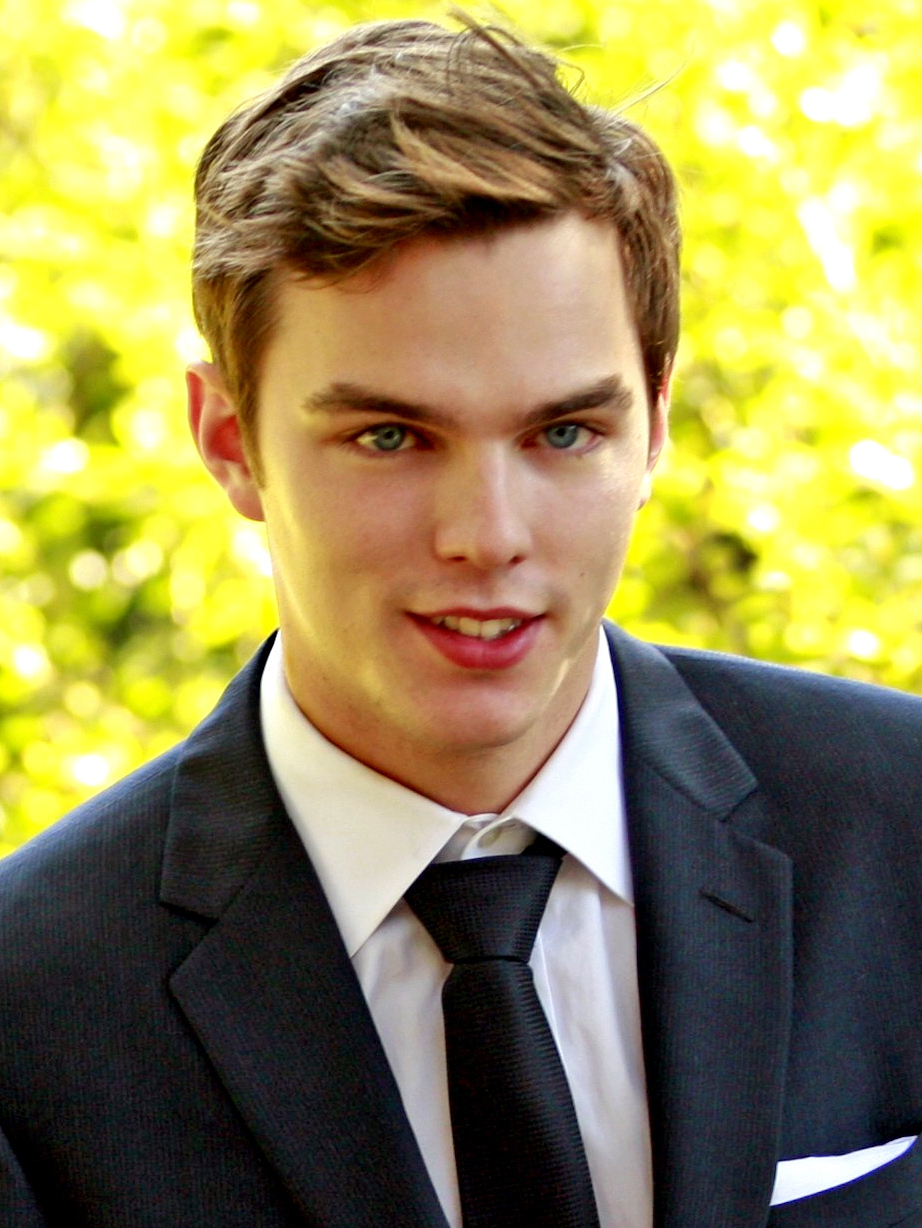
Hoult en el Festival de Cine de Santa Bárbara del año 2009.

Hoult comienza a asistir a audiciones, «recuerdo que decían: si quieres, hazlo, pero no es necesario»cita sobre la visión de sus padres sobre el mundo del espectáculo. Y rápidamente se da cuenta de que le encanta y que se le da bastante bien y hace su debut cinematográfico en la película Intimate Relations (1996) al interpretar a Bobby Beasley, el nieto de Julie Walters. «Tenía cinco años», recuerda. «Para la audición, tuve que sentarme debajo de una mesa y fingir que comía pastel. Pensé: 'esto es fácil', puedo hacer esto todo el día» cita en una entrevista con The Guardian.
A partir de entonces, es la opción preferida en películas y series que necesitaban un niño «poco convencional que pareciera inteligente incluso cuando no decía nada»cita la reportera de The Daily Telegraph. Posteriormente aparece en las series de televisión británicas Casualty (1996), Silent Witness (1998), Ruth Rendell Mysteries  (1999),The Bill (2000),Magic Grandad (2001), Holby City (2001), Doctors (2001), Waking the Dead (2001), World of Pub (2001), Murder in Mind (2002) y Judge John Deed (2002), programas de televisión diurnos básicos. Hoult inicialmente trata la actuación como un pasatiempo más que como una posible opción profesional, afirma en una entrevista realizada en marzo de 2009 para The Daily Telegraph.

### Década de 2000
Tras su paso —y aprendizaje— ejecutando diferentes roles en series de televisión británicas, Hoult da el salto a la pantalla grande a los 11 años interpretando a Marcus Brewer en la película Un niño grande (2002) —título original; About a Boy—. El papel que le ayudaría a establecer su nombre en el escenario mundial del cine. Junto con los actores Hugh Grant, Toni Collette y Rachel Weisz y dirigida por los hermanos estadounidenses Chris y Paul Weitz, interpreta a un niño excéntrico de doce años, hijo de una madre soltera, suicida y hippie, que sufre acoso escolar. Inicialmente se mostró reacio a postularse al personaje, ya que el proceso de casting era largo e interferiría en su educación. No obstante, decidió participar en las primeras rondas de audiciones y finalmente fue el vencedor. A su primera audición, llegó descalzo ya que se había olvidado los zapatos tras salir corriendo del colegio, una situación que hizo que los responsables del casting quedara prendados de su encanto. Para el momento en el que finalizó el rodaje, había conquistado a sus compañeros de reparto y a sus directores, que le regalaron una videoconsola, una chaqueta y el hámster que acompañaba a su personaje. En una referencia del periódico británico The Guardian, afirma que desde cualquier punto de vista, Hoult era una estrella infantil y parte de la razón por la que About a Boy fue un éxito, es porque había estas actuaciones adultas y completas de Grant, Collette y de Hoult —que había estado preparándose desde su primer papel con 3 años— que pudo estar a la misma altura interpretativa que ellos. Y es que, si no lo hubiera hecho, si no hubiera podido igualarlos, la premisa retorcida «un niño adulto aprende a vivir de un niño sabio» no se habría mantenido. About a Boy fue un éxito comercial, recaudó más de 130 millones de dólares en todo el mundo y recibió elogios de los críticos de cine.La interpretación de Hoult fue bien recibida; el crítico David Thomas, que escribe para The Daily Telegraph, atribuyó el atractivo y el éxito de la película a la actuación de Hoult.
Después del estreno de About a Boy, Hoult siguió en televisión, entrenando su oficio en producciones más pequeñas y en películas independientes. A la edad de 13 años, durante el rodaje de la serie Keen Eddie (2004) casi resulta herido al grabar una escena en el que —se suponía— que lo atropella un autobús a toda velocidad. «Este autobús Routemaster de dos pisos debía venir hacia mí y detenerse, pero en una toma no se detuvo… Así que saqué el pie y atravesé el cristal y yo, como un péndulo, me balanceé y quedé colgando allí», reseña Hoult.También tuvo un papel episódico en la serie Mystery Hunters (2005). Con 15 años, hizo su debut en Hollywoodal interpretar al hijo de Nicolas Cage en la película dirigida por Gore Verbinski titulada El hombre del tiempo (2005) —título original; The Weather Man— junto con Cage y Michael Caine, como el hijo de un presentador del tiempo de televisión que atravesaba una crisis de mediana edad. Luego protagoniza la película semiautobiográfica del actor Richard E. Grant titulada Wah-Wah (2005) como Ralph Compton, un niño que se ve obligado a lidiar con la desintegración de su familia en 1960, en los últimos años del Protectorado de Suazilandiajunto con los actores Gabriel Byrne, Emily Watson y Julie Walters.

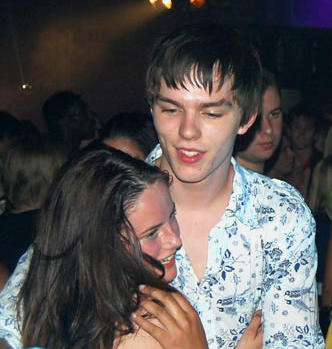
Nicholas Hoult con Kaya Scodelario, que interpreta a Effy Stonem su hermana menor en Skins en 2007.

La «famosa y complicada transición de actor infantil hacia una carrera de adultos»llega al interpretar el rol de Tony Stonem en la Primera Generación de la serie Skins del canal británico E4. Papel en el que demuestra todos los atributos de un protagonista y que le convierte en un ícono de la cultura contemporánea gracias a la innegable pertinencia cultural de la serie. La serie y Hoult, fueron todo un fenómeno mediático social en la primera década de este siglo y supuso toda una revolución en el panorama televisivo inglés, convirtiéndose en una verdadera serie de culto. Skins fue una serie arriesgada por mostrar unos comportamientos juveniles que distaban mucho de ser idílicos, por lo que inicialmente, Hoult se mostró escéptico sobre su capacidad para interpretar el papel de Tony, un antihéroe manipulador y egocéntrico, y se identificó más estrechamente con el personaje secundario Sid Jenkins. Pero finalmente, la serie fue un éxito y su actuación fue bien recibida; el personaje era popular y Hoult atrajo una amplia atención mediática. Skins ganó el Premio Philip del público de la Academia Británica de las Artes Cinematográficas y de la Televisión (BAFTA) y él es nominado al premio Golden Nymph Awards al mejor actor en una serie dramáticay al Walkers Home Grown Talent Award.El crítico Elliott David lo elogió por su actuación en una reseña retrospectiva de 2016 y escribió que «mantuvo el núcleo inexplicable de su personaje en todo momento». Durante su tiempo en Skins se sintió abrumado por la atención que recibió y consideró dejar de actuar por completo en un momento. En cambio, deja el Sixth Form College de Farnborough al final de la primera temporada y decide centrarse únicamente en la actuación.
Graba la película Coming Down the Mountain (2007), para la televisión británica BBC One, junto al actor con síndrome de Down Tommy Jessop; David (Hoult) y Ben Philips (Jessop) son hermanos adolescentes que viven en Londres. Ben padece síndrome de Down y a David le molesta la atención protectora que sus padres le brindan a su hermano menor, así como su forzada función de cuidador y de hermano mayor. La película y la actuación de Hoult tuvieron buenas críticas y la película resultó ser una de «las más gratificantes del año», según algunos medios. La película fue nominada al Premio BAFTA en 2008.Ese mismo año, desempeña un papel episódico en la serie Wallander (2008) protagonizada por Kenneth Branagh.
En 2009 debuta en el escenario del Trafalgar Studios de Londres con New Boy, interpretando Mark, el protagonista de la obra, basada en la novela de William Sutcliffe.La obra batió récords en ventas de entradas, lo que se atribuye a la popularidad de Hoult entre los espectadores de Skins.Su actuación de estudiante de sexto grado ferozmente brillante y elocuente pero sexualmente confundido recibió respuestas mixtas de los críticos.New Boy se representó durante una semana en marzo de 2009 porque Hoult se había comprometido a un papel en la película de fantasía y aventuras Furia de titanes (2010). También en 2009 participa en la campaña Help give them a voice (Dales una voz), protagonizando un contundente clip-educativo que expresa la difícil situación de una víctima (Hoult) que necesita un trabajador social. La finalidad del anuncio tiene como objetivo reducir el estigma de los trabajadores sociales surgido desde un famoso caso de violencia en Reino Unido.En esa época, realiza una audición para interpretar al príncipe Caspian en Las crónicas de Narnia: el príncipe Caspian (2008) y durante una entrevista posterior, afirma que es «Una de mis peores [audiciones] de todos los tiempos fue definitivamente la del Príncipe Caspian», dice

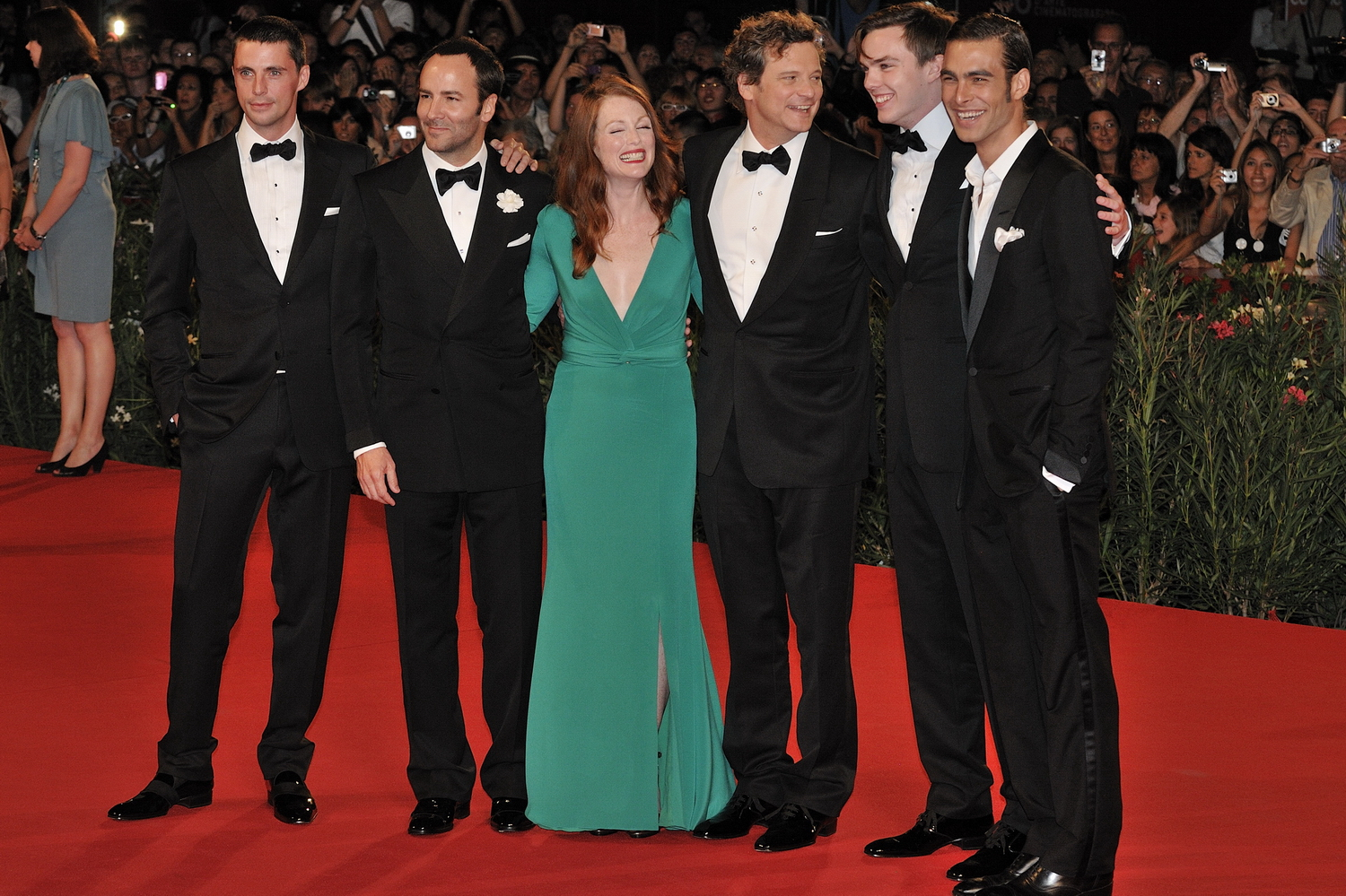
En el 66.º Festival de Cine de Venecia, el 11 de septiembre de 2009 en la alfombra roja con Matthew Goode, Tom Ford, Julianne Moore, Colin Firth, Nicholas Hoult y Jon Kortajarena.

El diseñador de moda Tom Ford en su debut como cineasta, lo elige para el papel de Kenny Potter en la película Un hombre soltero (2009) —título original; A Single Man—  basada en la novela homónima de Christopher Isherwood de 1964, junto con los actores Colin Firth y Julianne Moore. Ford todavía no había encontrado al actor adecuado —ya que el elegido inicialmente había abandonado la película unos días antes de que comenzara el rodaje — y en Londres, le recomiendan a Hoult que grabe algunas escenas y las envíe a Los Ángeles por mensajería. Dos días después, lo despierta una llamada a las 03:00h de la madrugada informando que lo han convocado en Hollywood para reunirse con Ford.Por su papel, es nominado en los Premios BAFTA en la categoría Premio Orange a la estrella emergente. Los medios de comunicación describen A Single Man como el primer papel adulto de Hoult, quien interpreta a Kenny como un personaje «espontáneo» que no se define simplemente por su sexualidad. Debido a que el papel era el primero como personaje estadounidense, Hoult trabajó en su acento americano. A Single Man se abrió con elogios generalizados y fue un éxito de taquilla.

### Década de 2010
El cineasta Louis Leterrier lo ficha en un discreto papel en la producción australiano-estadounidense de acción y fantasía Furia de titanes (2010) —título original; Clash of the Titans— interpretando a Eusebios, en el argumento del mito de Perseo. En la película trabajó junto con los actores Sam Worthington, Liam Neeson y Ralph Fiennes. La película fue un éxito en taquilla mundial recaudando 500 millones en todo el mundo.

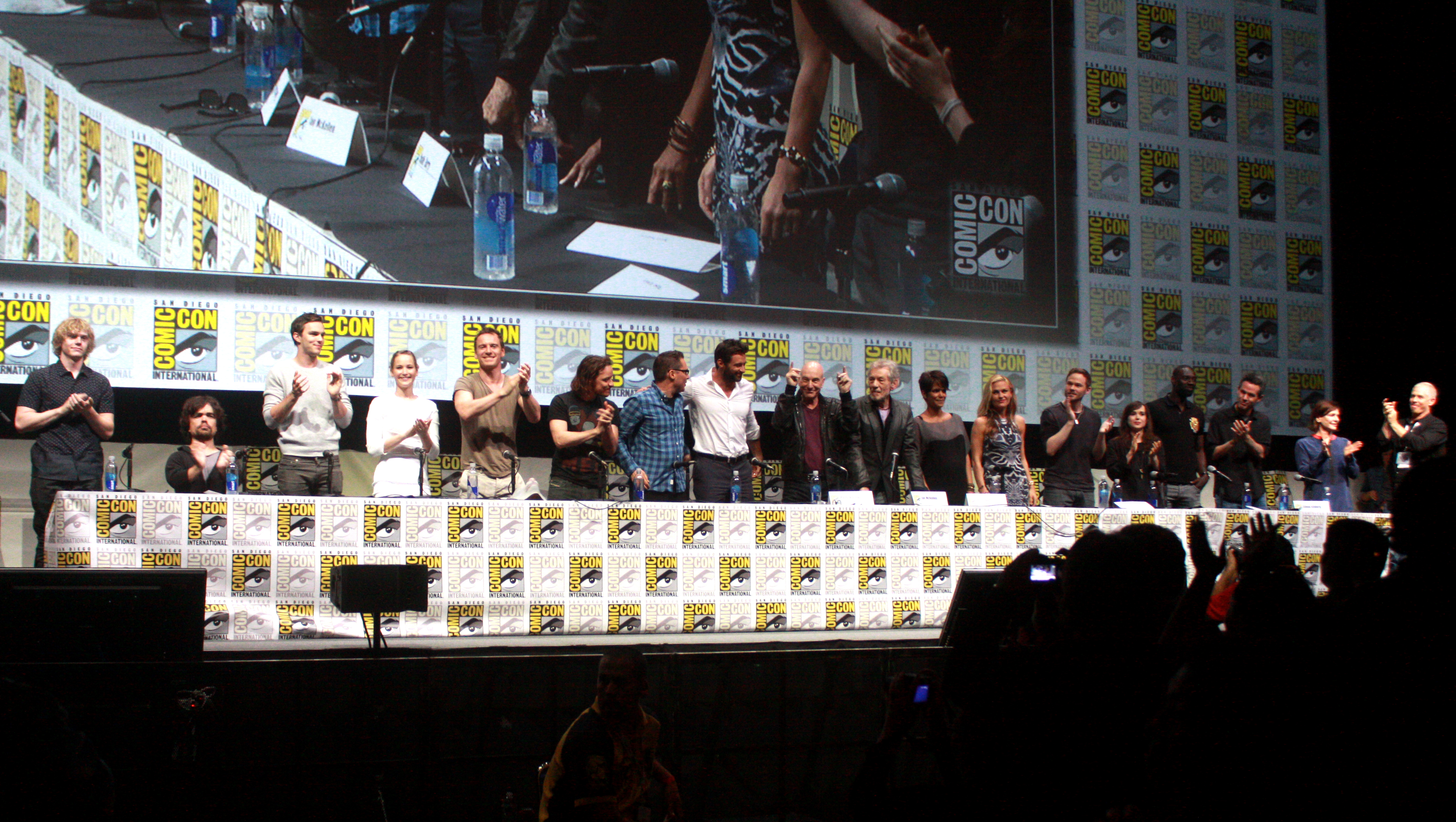
El elenco de X-Men: Días del Futuro Pasado en la Convención Internacional de Cómics de San Diego de 2013 en California.

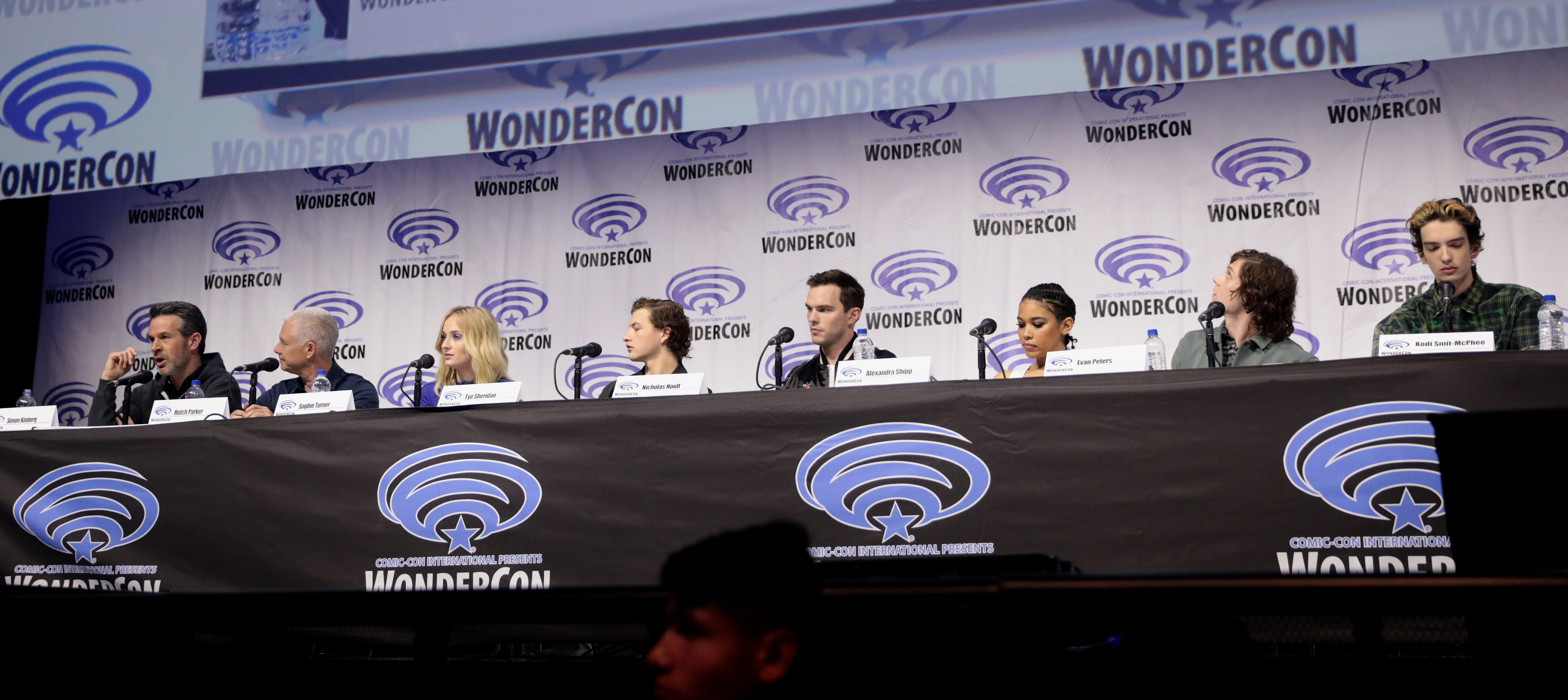
El elenco de Dark Phoenix en la WonderCon de 2019 en California.

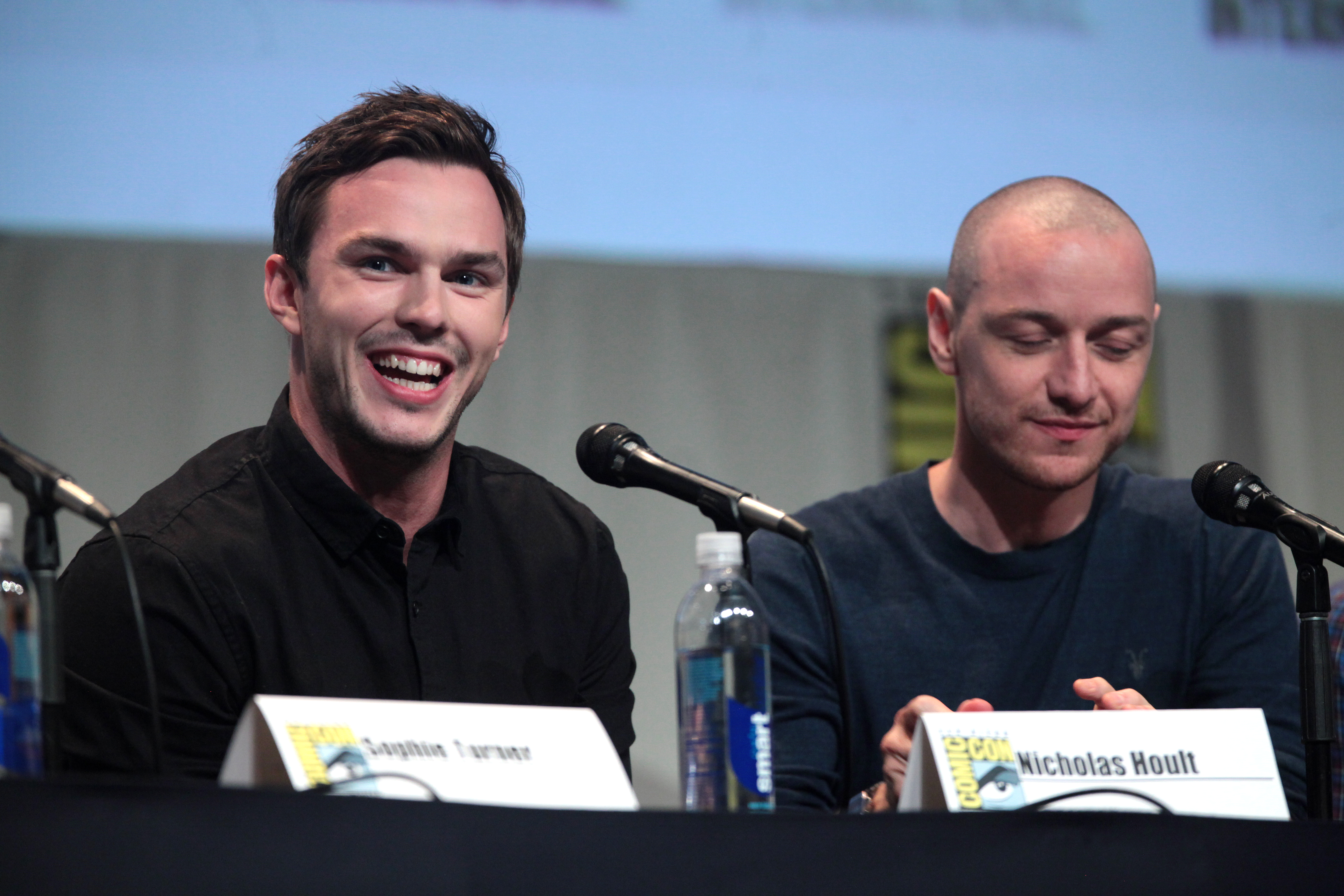
Nicholas Hoult y James McAvoy hablando en la Convención Internacional de Cómics de San Diego 2015, para "X-Men: Apocalypse".

El personaje de Hank McCoy / Bestia se ha convertido en una de los personajes más reconocidos de Hoult, papel que interpreta en la película X-Men: First Class (2011) y en sus secuelas  X-Men: Days of Future Past, X-Men: Apocalipsis y Dark Phoenix entre 2011 y 2019. El cineasta Matthew Vaughn afirma que él era el actor adecuado para el papel por su capacidad para interpretar a alguien «gentil con capacidad de ser feroz». Hoult dijo que «formuló [su] propia versión de la Bestia» a través de la actuación de Kelsey Grammer en 2006 en X-Men: The Last Stand porque quería «emular el encanto y la elocuencia de Grammer». Para el papel, aprende a hablar en un dialecto similar al de Grammer sin intentar imitarlo y se somete a entrenamiento físico y ganancia de peso para adaptarse al carácterdel que duraba hasta cuatro horas en maquillarse. Y afirma, que interpretar al personaje de Bestia fue una experiencia liberadora para él y que fue «divertido poder soltarse de repente... cuando estás usando maquillaje... puedes actuar a lo grande... puedes tener dos técnicas y actuaciones muy diferentes». En la saga de la primera generación de X-Men trabajó junto con los actores James McAvoy, Michael Fassbender, Jennifer Lawrence, Kevin Bacon y Hugh Jackman, entre otros. En cifras, la primera película ha recaudado alrededor de 353 millones de dólares frente a un presupuesto de producción de 160 millones de dólares  y Chris Aronson de 20th Century Fox la consideró «un excelente comienzo para un nuevo capítulo de la franquicia». En X-Men: días del futuro pasado (2015) de Bryan Singer se recaudó más de 747 millones de dólares en todo el mundo, en  X-Men: Apocalipsis (2016) se recaudó alrededor de 540 millones de dólares y en Dark Phoenix (2019) la taquilla mundial se estancó en 252 millones. Durante una entrevista con Jeremy Clarkson en Top Gear, cuenta la anécdota, que en una ocasión sale del set vestido y maquillado como la bestia azul, se acerca hasta un grupo de personas en un campo de golf cercano y les da una serie de consejos para mejorar el golpeo de la bola y, sin dar ninguna explicación más, se marcha.

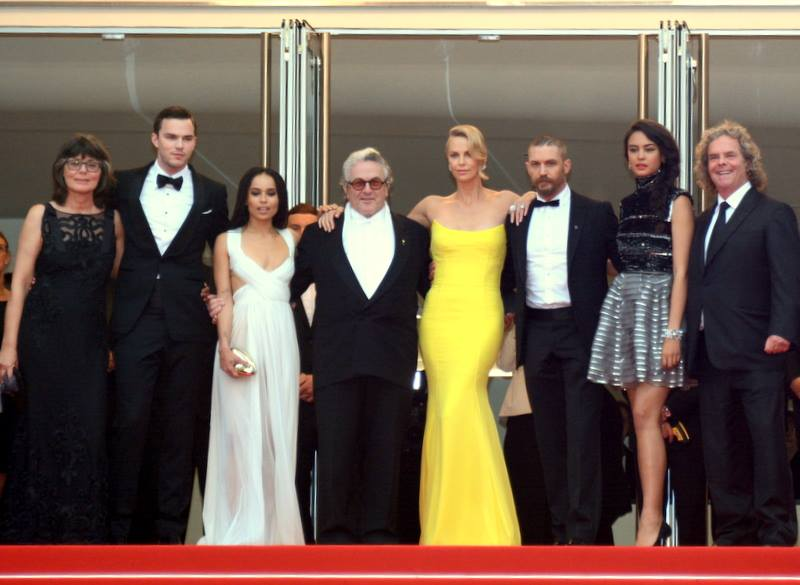
Reparto y equipo de "Mad Max: Fury Road" en el festival de cine de Cannes. De izquierda a derecha: la editora Margaret Sixel, las estrellas Nicholas Hoult y Zoë Kravitz, el director George Miller, las estrellas principales Charlize Theron y Tom Hardy, la estrella Courtney Eaton y el productor Doug Mitchell.

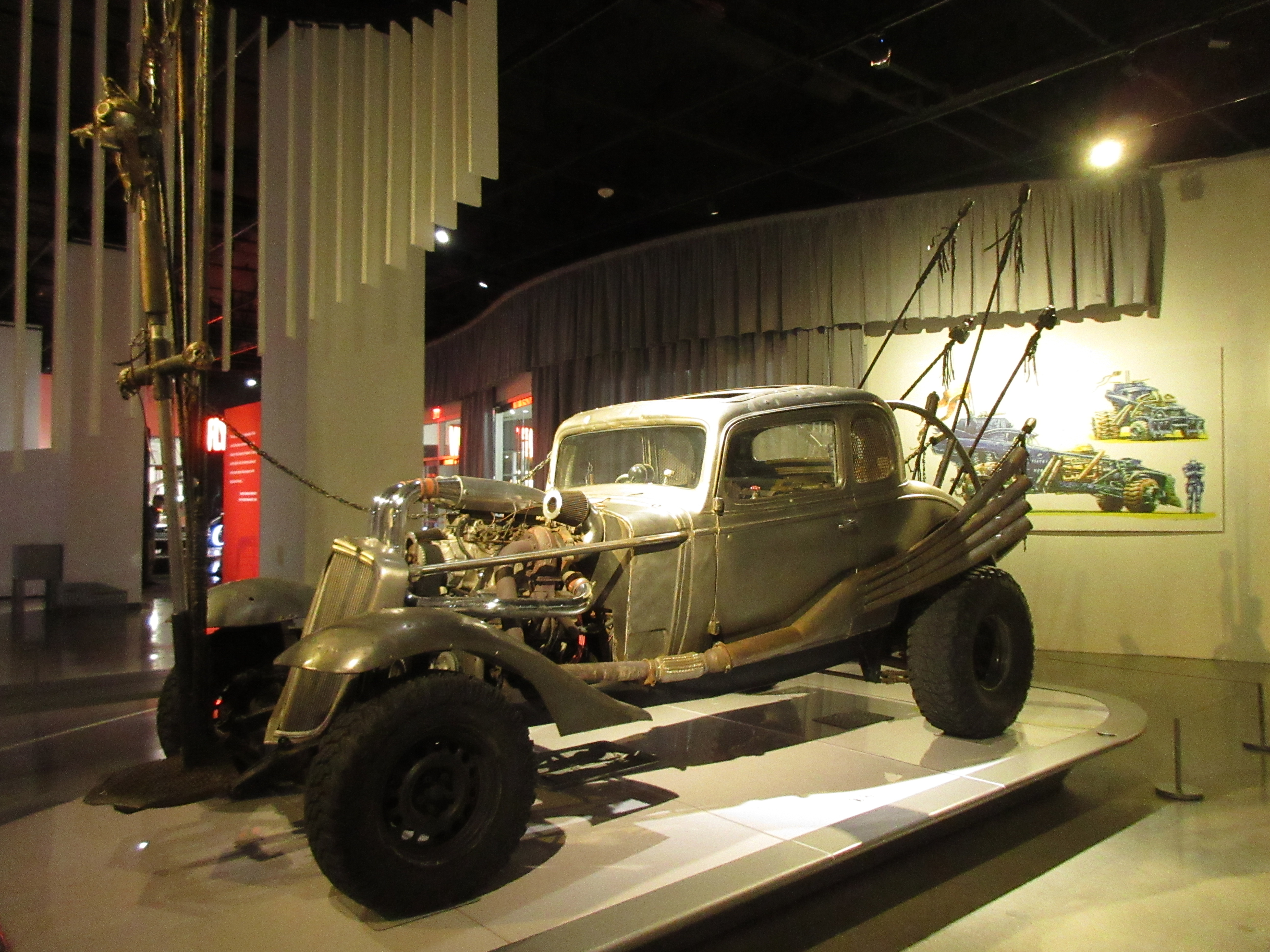
El NuxCar de Nux, el coche de Hoult en Mad Max: Fury Road.

En 2010, Hoult es elegido por el cineasta George Miller para interpretar al loco del motor Nux en la película de acción Mad Max: Fury Road (2015). Nux —otro de los personajes más reconocidos de Hoult— un personaje «muy entusiasta, comprometido y cariñoso pero también un poco torpe» reseña Hoult, un «piloto cuasi kamikaze» describe Miller, esclavo con una enfermedad terminal, le valió a Hoult elogios por su «fabulosamente desquiciada» actuación. Para encarnar el papel, se afeita la cabeza y sigue una dieta estricta de pérdida de peso. El maquillaje consiste en 8 prótesis de silicona seguidas de aerografía, aplicación de arcilla y varios niveles de suciedad por todo el cuerpo, tuvo que aplicarse 77 veces y tomó 2 horas cada vez. Hoult habló sobre las acrobacias y la acción, describiendo toda la experiencia como «aterradora», pero comparó favorablemente al equipo de especialistas y la elección de incorporar secuencias de acción reales en lugar de usar una pantalla verde. El proyecto, que pasa varios años en preproducción por diversas dificultades finalmente se filma en el año 2012 en el Desierto del Namib y se estrena en cines en 14 de mayo de 2015, la cuarta película de la saga Mad Max, con quién comparte cartelera junto con Charlize Theron y Tom Hardy. Obtuvo gran éxito de crítica y recaudó más de 378 millones de dólares en todo el mundo.

He’s basically one of those actors that ticks every box. Not just his talent, not just his skill level and not just his ability to collaborate under difficult circumstances. But also as a human being. For such a young person, Nick is quite exceptional, mainly in the way that he displays grace under pressure.
Básicamente es uno de esos actores que cumple todos los requisitos. No sólo su talento, no sólo su nivel de habilidad y no sólo su capacidad para colaborar en circunstancias difíciles. Pero también como ser humano. Para ser una persona tan joven, Nick es bastante excepcional, principalmente en la forma en que muestra gracia bajo presión.
George Miller.

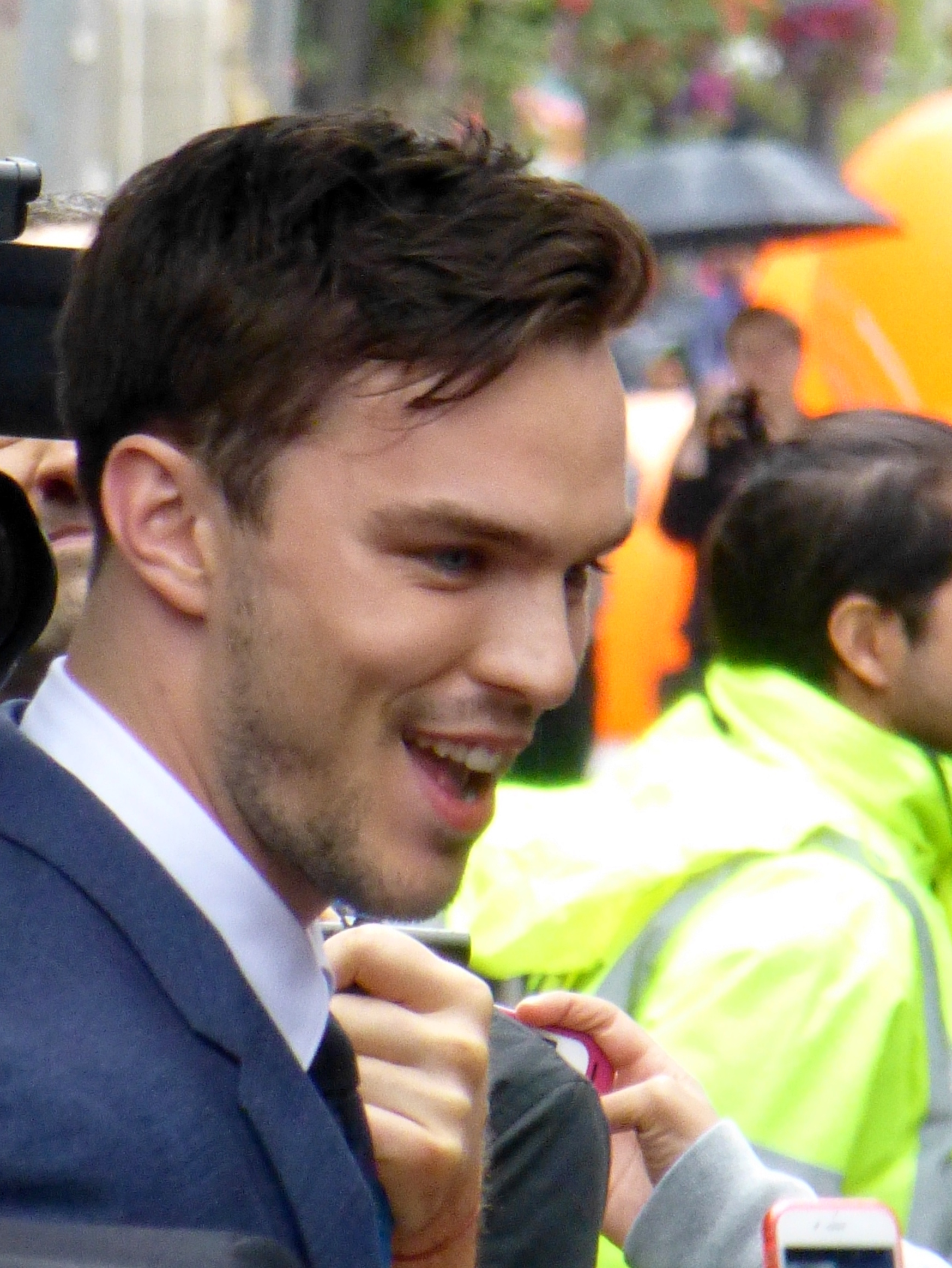
Hoult durante el estreno de la película Equals en el Festival Internacional de Cine de Toronto del año 2015.

Astuto en su toma de decisiones, Nicholas Hoult empezó a priorizar los papeles protagónicos mientras continuaba su éxito con la serie fílmica X-Men. Da vida al zombi llamado R en la comedia romántica de culto Memorias de un zombi adolescente (2013) —título original; Warm Bodies— del cineasta Jonathan Levine, que se estrena el 1 de febrero de 2013. Una adaptación de la novela del mismo nombre de Isaac Marion, que se presenta desde el punto de vista del personaje central a través de la narración. Levine dijo que tuvo dificultades para encontrar un actor adecuado para interpretar a R hasta que conoció a Hoult, quien se sintió atraído por el proyecto y que describe como «mucho más que una película de terror» debido al uso de múltiples alusiones literarias y a la cultura pop, e incluso más aún al papel que «me dejó boquiabierto».Hoult se inspiró en Edward Scissorhands (1990), pues los personajes centrales de ambas películas comparten las mismas dificultades. La preparación del papel fue con artistas del Cirque du Soleil, dijo de la experiencia, «nos quitamos los zapatos en un estudio de danza como si creciéramos fuera de la pared y hiciéramos que nuestros cuerpos se sintieran muy pesados». La película obtuvo una respuesta positiva de la crítica y el público. El crítico Ben Kendrick elogió a Hoult al afirmar que «él aporta mucha vida a R sin ir demasiado lejos en la otra dirección y aunque sus gestos zombies pueden parecer un poco forzados pero, en general, sus momentos memorables superan en número a los incómodos».Hoult también es descrito como «un actor extremadamente atractivo, que es el encanto personificado» en su papel de muerto viviente. En la película trabajó junto con los actores Teresa Palmer y John Malkovich. Seguidamente, también protagonizó la película Jack el caza gigantes (2013) —título original; Jack the Giant Slayer— personificando a Jack, el héroe inglés de las leyendas y cuentos de hadas Jack y las habichuelas mágicas y Jack el caza gigantes junto con los actores Ewan McGregor y Stanley Tucci. También en el mismo año, le presta la voz a la versión en inglés del personaje “Ace” Ezequiel en la película Futbolín (2013).

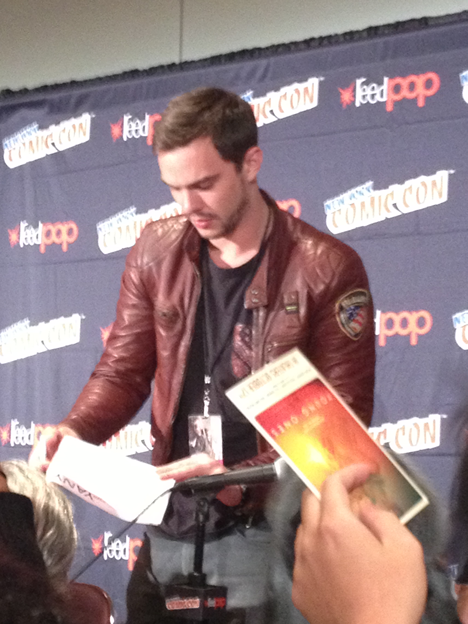
Nicholas Hoult en la Comic-Con de Nueva York de 2014.

Luego, aparece en la película de ciencia ficción Young Ones (2014) de Jake Paltrow. Ambientada en un futuro distópico donde el agua escasea, la película hizo que Hoult interprete a Flem Lever, un joven que intenta reclamar la tierra propiedad del personaje central de la película. Hoult pensó que el papel no se parecía a ninguno de sus trabajos anteriores y dijo que «las decisiones cuestionables de su personaje a lo largo de la película lo intrigaban». Hoult leyó novelas escritas por Susan Eloise Hinton para prepararse para el papel. La película se rodó en un lugar desierto de Sudáfrica; Hoult reseñó «que filmar en condiciones climáticas cálidas fue difícil, pero que el hermoso paisaje ayudó a contar mejor la historia». Dijo que también lo hizo más consciente de las preocupaciones ambientales. La película se estrenó en el Festival de Cine de Sundance de 2014 y recibió respuestas mixtas. Keith Uhlich de The A.V. Club dijo que Hoult no encajaba bien con el «machismo estoicamente retrógrado» de la historia. Protagonizó la película junto con Elle Fanning, Michael Shannon y Kodi Smit-McPhee.

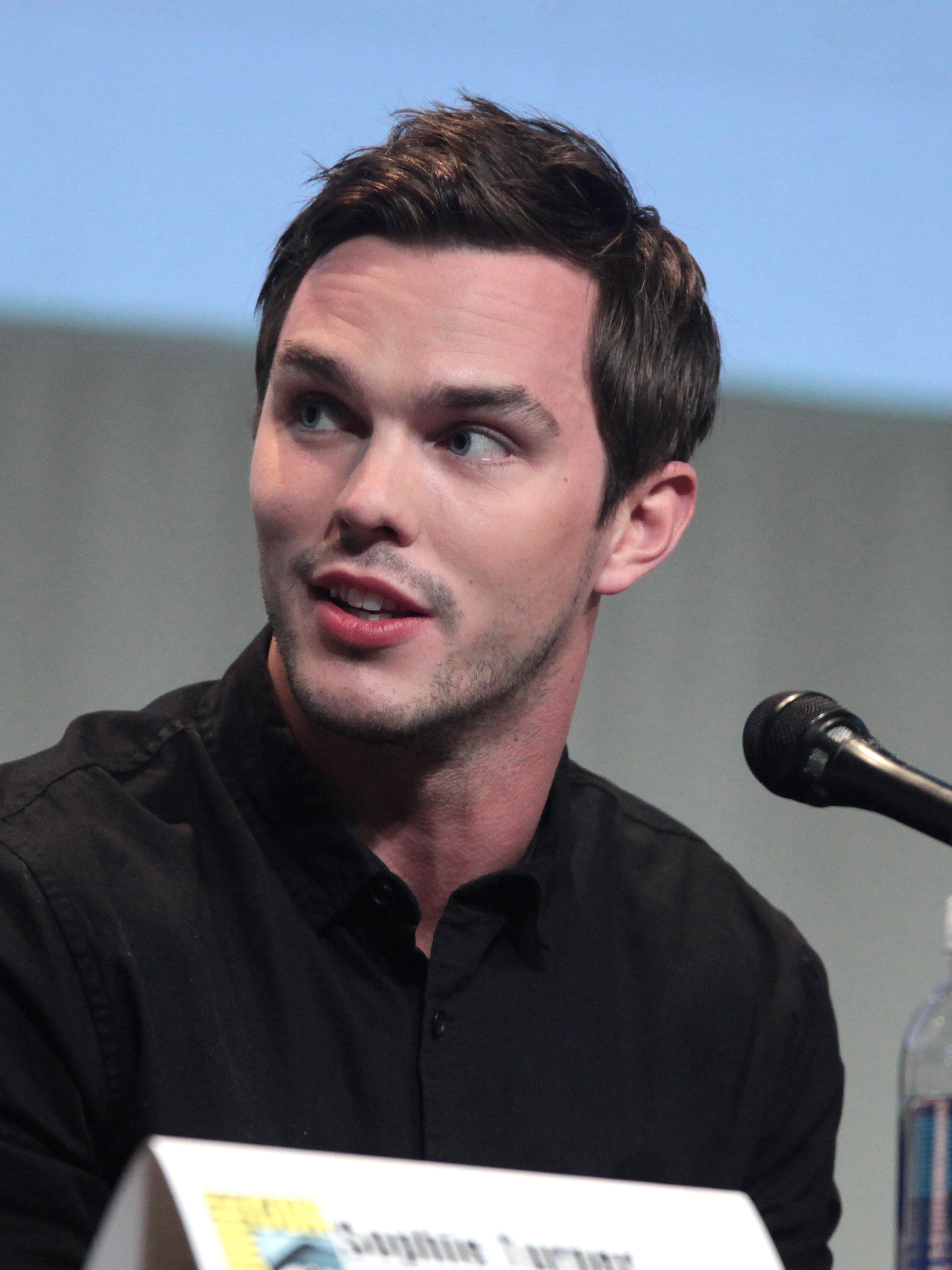
Hoult en 2015 en la Convención Internacional de Cómics de San Diego.

En 2015, Hoult tuvo otros tres estrenos; la adaptación cinematográfica de la novela de misterio Dark Places (2015) de Gillian Flynn junto con Charlize Theron. La comedia negra de Owen Harris Kill your friends (2015) basada en la novela de 2008 del mismo nombre. La película de cine independiente Equals (2015), un drama romántico distópico de ciencia ficción dirigido por Drake Doremus, cuya crítica por su interpretación fue buena. El crítico Peter Travers lo llamó a él y a su coprotagonista Kristen Stewart «silenciosamente devastadores», y el crítico Katie Walsh, escribiendo para Los Angeles Times, dijo que el dúo estaba «finamente emparejado tanto en su belleza andrógina como en sus interpretaciones de un humanidad reprimida».
La película de acción Persecución al límite (2017) —título original; Autobahn— junto con Felicity Jones, que tiene a Hoult como protagonista, se estrena en Estados Unidos en febrero de 2017 con una mala respuesta del público y la crítica debido a un marketing deficiente y a múltiples retrasos causados por la quiebra de su productora Relativity Media.Las respuestas a la siguiente película, el drama romántico independiente Newness (2017), fueron más entusiastas. La producción tuvo su estreno mundial en el Festival de Cine de Sundance de 2017. Protagonizada por Hoult como la mitad de una pareja con sede en Los Ángeles que se conoce a través de citas románticas en línea y comienza una relación abierta. Drake Doremus, el director de la película, dijo que el papel de Hoult era diferente a su trabajo anterior «una actuación muy compleja y emocionalmente madura que aún no hemos visto».
Durante el año 2017, protagoniza una serie de películas históricas y biográficas. El actor afirma que prefería interpretar personajes que pudieran ayudarlo a mejorar como actor y que «los actores que admiro comenzaron a hacer su mejor trabajo cuando tenían poco más de 30 años y yo llegaré a esa edad... Sólo estoy tratando de aprender».Interpreta al escritor estadounidense J. D. Salinger en la película biográfica de éste titulada Rebelde entre el centeno (2017) —título original; Rebel in the Rye— del director Danny Strong, que narra la vida de Salinger desde su juventud hasta la época de la Segunda Guerra Mundial y los años anteriores a la publicación de su novela debut, The Catcher in the Rye. Hoult audiciona para el papel porque estaba intrigado por el guion de la película y la enigmática personalidad de Salinger; «No sabía que luchó en la Segunda Guerra Mundial y aterrizó el Día D, que tenía trastorno de estrés postraumático intermitente o que se interesó en la filosofía Vedānta y meditó e hizo yoga» afirma Hoult. Para prepararse para el papel, Hoult leyó la novela y biografías sobre Salinger. Hoult dijo que el mayor desafío era lograr una comprensión real del carácter de Salinger «todo el mundo tiene una idea de Salinger en mente, estás creando un personaje sobre el que la gente tiene sentimientos muy fuertes. No puedes demostrar que tienes razón o no a través de las impresiones».

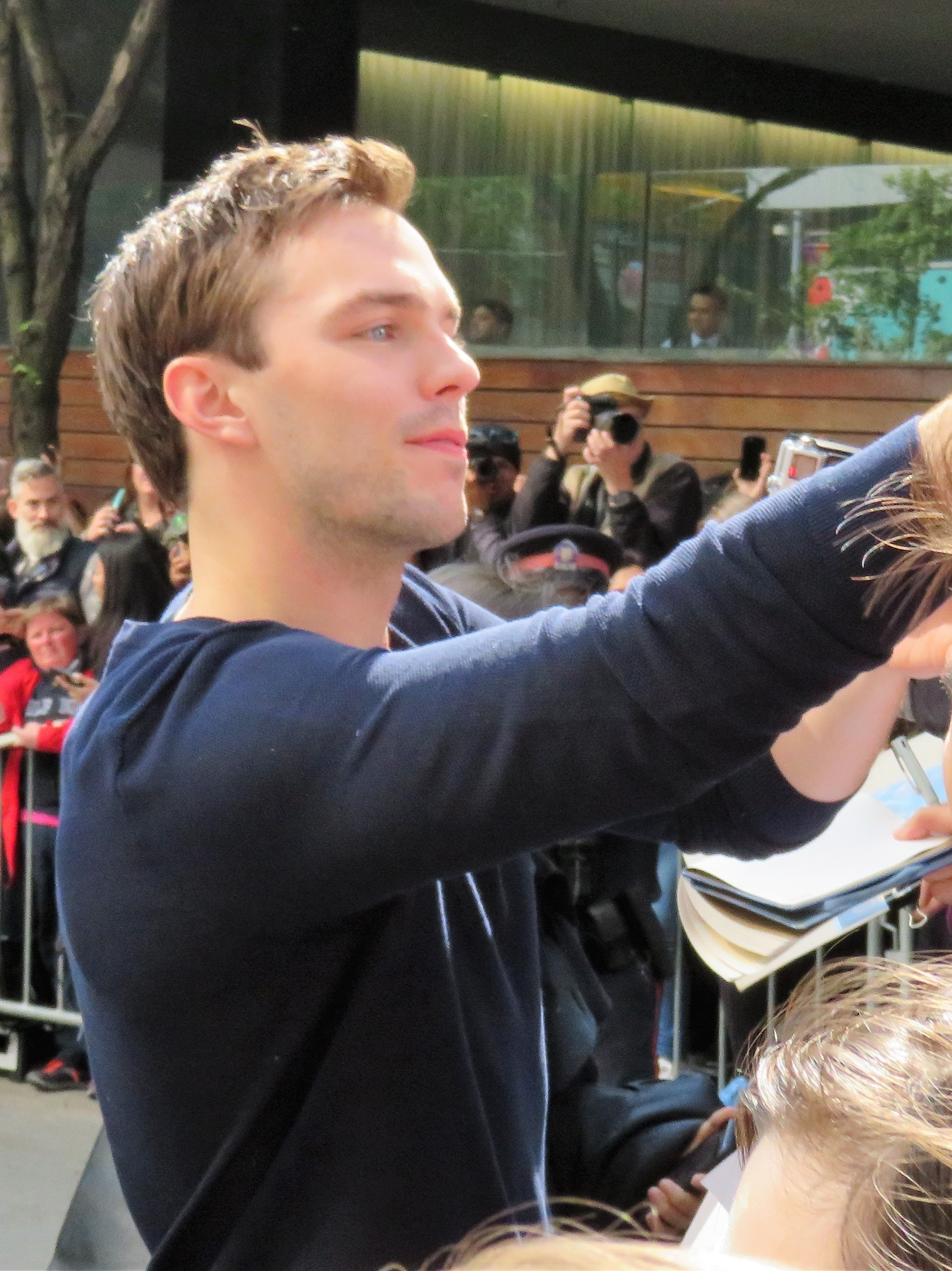
Hoult en el estreno de The Current War.

Coprotagonizó La guerra de las corrientes (2017)  —título original; The Current War— junto con Benedict Cumberbatch, Michael Shannon y Tom Holland. Una dramatización de la disputa entre los pioneros eléctricos Thomas Edison y George Westinghouse. Fue elegido para el papel de Nikola Tesla, para el que se dejó crecer el bigote, y asiste a lecciones de ciencias sobre electromagnetismo y dinamosy pierde peso con una dieta estricta. Seguidamente y alejándose de los dramas biográficos, interpreta a Matt Ocre, un soldado estadounidense en el drama sobre la guerra de Irak Castillos de arena (2017) —título original; Sand Castle— una producción de Netflix, que describe como una película bélica muy diferente «en términos del ritmo y la emoción... muy bajo la superficie, esa inutilidad-idea de guerra», añade. «Nos ponemos estas máscaras, nos dan estas armas, nos meten dentro de esta casa completamente oscura... intentamos cazar a estos tipos malos que se esconden dentro. Estás en todo el equipo...la adrenalina comienza a bombear» recuerda de la experiencia de filmación en las bases militares jordanas. En la película trabajó junto con Logan Marshall-Green, Henry Cavill y Glen Powell. 

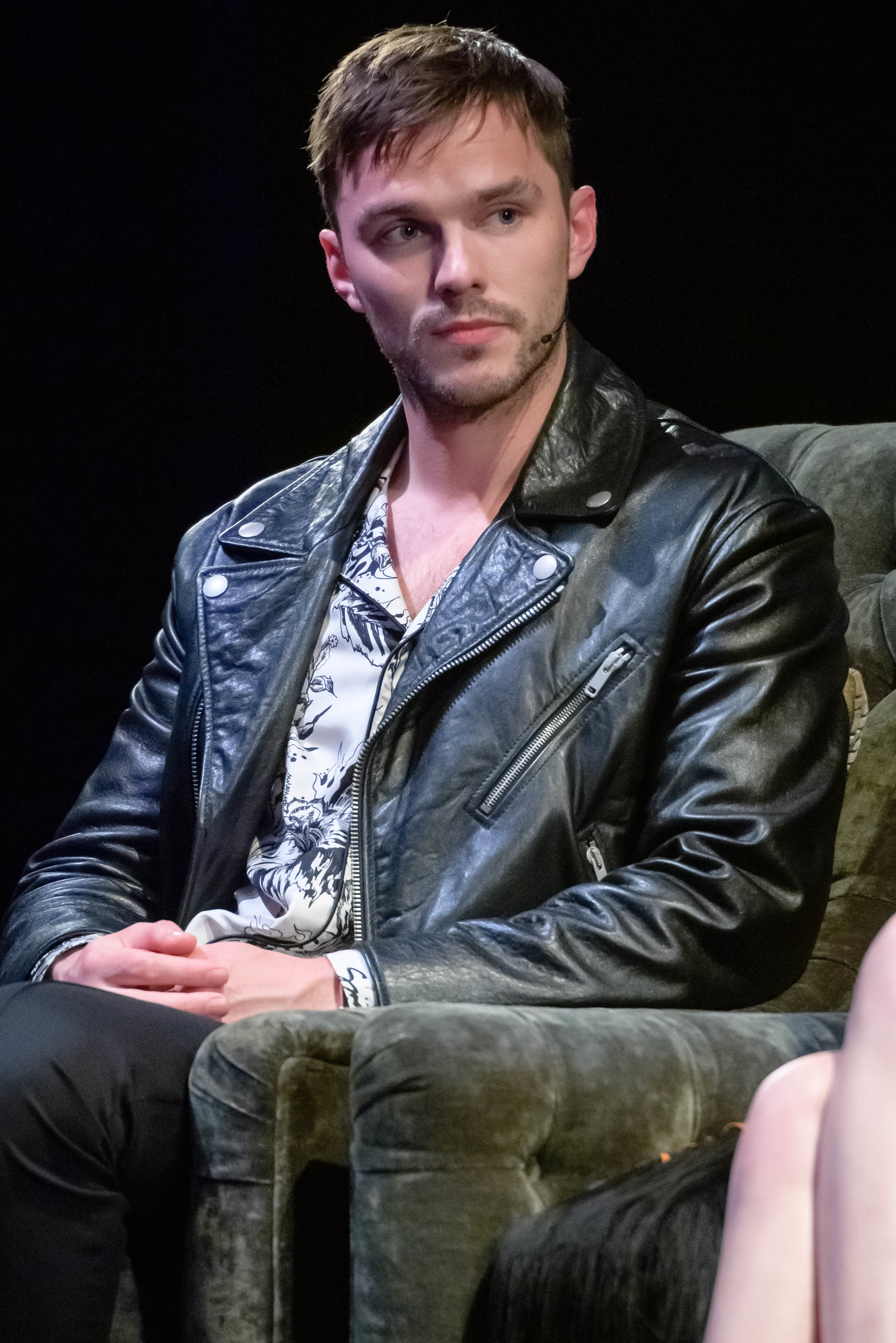
Hoult en 2019, en la promoción de Tolkien.

 Siguiendo dando forma a su carrera como actor principal, demostrando que podía llevar una película como actor principal, Kill Your Friends, Rebel in the Rye y Sand Castle, también demuestra ser un personaje secundario interesante al interpretar a Robert Harley, el excéntrico líder de la oposición en la Inglaterra de 1711. Hoult presenta «un personaje convincente y cautivador, que muestra matices del actor que el público aún no había visto antes, con una sincronización cómica impecable y una lengua afilada y venenosa» en el largometraje The Favourite (2018). «El Harley de Hoult se convirtió en un inesperado ladrón de escenas a lo largo de la dinámica de poder en constante cambio de la película» en un drama de época aclamada y reconocida por la crítica. En la película trabaja con las actrices Olivia Colman, Rachel Weisz y Emma Stone. Para Weisz y Hoult, era la segunda vez que trabajan juntos, tras About a Boy (2002). Como anécdota, el pasatiempo de Hoult durante la filmación, fue el de ponerle nombre a todas las pelucas que su personaje lucía a lo largo de la historia, afirma una de las maquilladoras. Ese mismo año, como actor de voz, da vida al personaje Fiver en la aclamada miniserie británica Watership Down (2018). Coprotagonizó True History of the Kelly Gang (2019) junto con George MacKay, Charlie Hunnam y Russell Crowe y graba junto con los actores Anthony Mackie y Samuel L. Jackson, la película El banquero (2020) —título original; The Banker—  distribuida por Apple TV+, inspirada en hechos reales que habla del “sueño americano” en los años 60. La película y las actuaciones lograron buenas críticas.Ese mismo año, con 29 años, protagonizó Tolkien (2019) junto con Lily Collins, una película biográfica que relata la vida del profesor de inglés, filólogo y escritor J. R. R. Tolkien, autor de las novelas El hobbit, El Señor de los Anillos y El Silmarillion. La crítica de cine Mónica Reid de Far Out comenta que «Hoult logra capturar el romanticismo y la intensidad emocional de Tolkien, así como su pasión por el lenguaje, sin volverse hiperbólico ni perder la realidad del hombre común y corriente en el proceso».

### Década de 2020
Hoult inicia la década con las consecuencias en el panorama del cine de la Pandemia de COVID-19. El actor afirma: «Creo que estuve encerrado durante siete meses. Fue el tiempo más largo que pasé sin trabajar... [No tuve una crisis de identidad] Creo que porque estaba en casa siendo papá, lo cual fue agradable».
El actor revela que ha sufrido una serie de grandes decepciones en los últimos años de la década del 2010 después de perder papeles en los filmes The Batman (2022), Top Gun: Maverick (2022) y en Mission: Impossible – Dead Reckoning (2023). En una entrevista con el periódico británico The Guardian, explicó: «Hice una prueba de pantalla para Batman y no lo conseguí. Hice una prueba de pantalla para Top Gun, no lo conseguí. Luego recibí la llamada de Tom Cruise: 'Oye, ¿qué tal Misión Imposible?' Ok hecho. Luego tuve que abandonar porque ya estaba comprometido para hacer algo más de The Great».

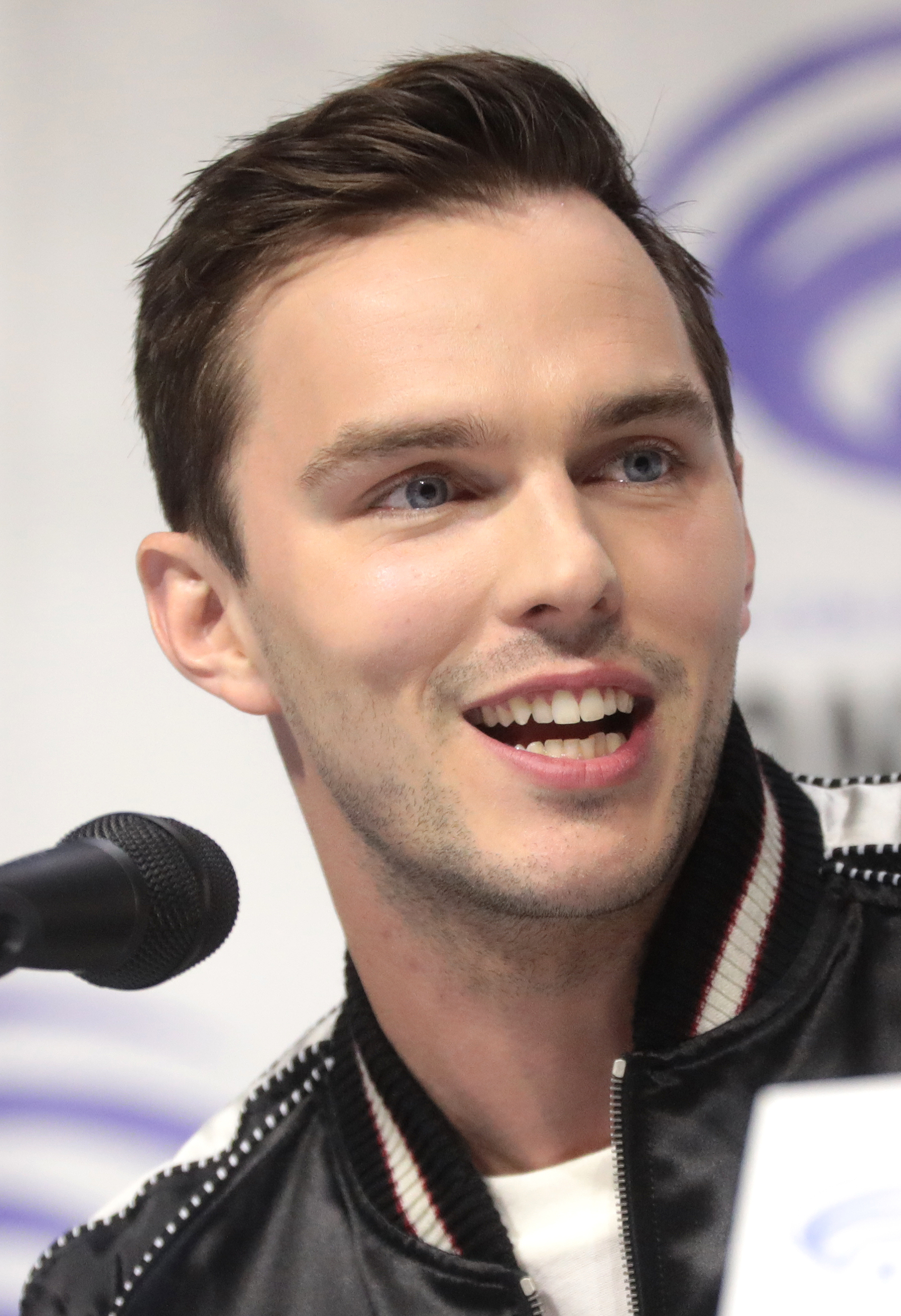
Nicholas Hoult en la WonderCon de 2019 en Anaheim, California.

Hoult recibe reconocimientos y elogios al interpretar a Pedro III de Rusia en «un mimado, narcisista, sociópata, encantador e infantil» personaje, en la serie de ficción histórica-comedia dramática The Great (2020-2023) junto con la actriz Elle Fanning como Catalina la Grande. «No creo que muy a menudo tengas la oportunidad de hacer algo tan completo: ser despreciable y divertido, pero también, con suerte, bastante entrañable y extraño» afirma Hoult.La serie propone un relato anacrónico y alternativo a los hechos reales y cuenta cómo Catalina se convierte en la emperatriz de Rusia junto con su esposo Pedro, el heredero al trono ruso. «No pensé que disfrutaría interpretando a un personaje durante tanto tiempo. Anteriormente, evitaba hacer eso. Y entonces estaba completamente equivocado, lo cual me alegró mucho poder decir. Creo que definitivamente era el momento adecuado para que lo mataran. Pero además, si hubiera sido adecuado para el personaje, seguiría interpretándolo. Eso fue lo extraño del final. Pensé: Oh, nunca volveré a escribir un diálogo así y un personaje tan único como este» comenta Hoult.A lo largo de sus tres temporadas, la serie y su actuación reciben elogios de la crítica y es nominado a dos Premios Globo de Oro y a un Premios Primetime Emmy, entre otros galardones, como actor principal destacado en una serie de comedia.Con una calificación del 94% en Rotten Tomatoes, la serie aparece en muchas listas de las mejores series de 2020-2023. Durante este periodo, también da voz al personaje protagonista de Patrick, en la serie de comedia animada de stop-motion para adultos de Hulu titulada Crossing Swords (2020-2021).
En 2020 crea su propia productora de cine, la Dead Duck Films. Ante esta nueva etapa, afirma que «creo que son dos procesos diferentes, claro, la actuación continúa siendo para mi una parte fundamental, pero considero que en mi desarrollo como actor tengo que aprender más sobre filmación y edición, así como lo que ocurre en diferentes departamentos para estar seguro de que lo que se vea en la pantalla, sea disfrutable para la audiencia. Es estar más involucrado y de verdad lo disfruto mucho. Actuar y poder producir permite llegar a otro nivel y eso es algo positivo».

I have always loved the creative process of filmmaking, from start to finish and feel so lucky to have learned from the amazingly talented people I have worked with over the years. I’m thrilled to be launching this company, and to be embarking on this journey alongside such brilliant partners.
Siempre me ha encantado el proceso creativo de hacer cine, de principio a fin, y me siento muy afortunado de haber aprendido de las personas increíblemente talentosas con las que he trabajado a lo largo de los años. Estoy encantado de lanzar esta empresa y embarcarme en este viaje junto a socios tan brillantes.
Nicholas Hoult.

Tras varios años desarrollando papeles biográficos, pasa al cine de acción y comparte cartel con Angelina Jolie y Jon Bernthal en la película de acción americana Aquellos que desean mi muerte (2021) —título original; Those Who Wish Me Dead— interpretando al sádico e inclemente Patrick Blackwell. También coprotagoniza la película de comedia negra El menú (2022) —título original; The Menu— junto a Ralph Fiennes y Anya Taylor-Joy y recibe críticas positivas al interpretar a Tyler Ledford, un aficionado obsesivo por la alta cocina. Una «increíble actuación» especialmente por su capacidad para interpretar la arrogancia y obsesión.Hoult «parece disfrutar mucho interpretando el tipo de personajes extravagantes que muchas estrellas no tocarían», otro de estos casos es el papel de Robert Montague Renfield —el ayudante de Drácula, interpretado por Nicolas Cage— en la película Renfield (2023), en un largometraje sleeper hit que mezcla el cine de acción con el de horror para contar, de una manera moderna y divertida, la relación tóxica con vampiro. Una historia de Drácula, pero con un giro moderno «..entonces, el Renfield que hemos visto en, ya sabes, de las novelas de Bram Stoker y de películas anteriores, ha estado viviendo a la sombra de su jefe en esta relación muy tóxica durante un tiempo, y luego, a través de las circunstancias de esta película, comienza a darse cuenta de que eso no es lo que él quería en la vida, y de alguna manera fue engañado y atrapado en esta relación. Y comienza a encontrar su voz y capacidad para finalmente convertirse él mismo en un héroe» dice Hoult. El director Chris McKay, ha llegado a decir que «no habría película sin él» refiriéndose a Hoult. La actuación de Hoult como Renfield, obtuvo buenas críticas. Hoult y Cage ya trabajaron juntos en The Weather Man (2005).

I was amazed at the poise that Nick had at 14 on camera. He was so confident. And I had no doubt then the star he would subsequently become. So, when I heard he was doing this, I thought, ‘I gotta get back in the ring with him, I want to work with him again.’ I was thrilled to see him… he’s my kind of actor.
Me sorprendió el aplomo que tenía Nick a los 14 años ante la cámara. Tenía tanta confianza. Y entonces no tuve ninguna duda de la estrella en la que se convertiría posteriormente. Entonces, cuando escuché que estaba haciendo esto, pensé: 'Tengo que volver al ring con él, quiero trabajar con él otra vez'. Me emocionó verlo... es mi tipo de actor
Nicolas Cage.

En junio de 2023, es invitado a ser miembro de la Academia de Artes y Ciencias Cinematográficas, en la rama de actores. Formar parte de esta selecta comunidad, es un reconocimiento a la contribución significativa que cada miembro ha realizado en su respectiva área de especialización.
 «Ha tenido [Hoult] un impacto vital en las artes y las ciencias del cine y en los fanáticos del cine en todo el mundo». — Academia de Artes y Ciencias Cinematográficas.
El 19 de diciembre de 2023, es lanzado el video musical de The Rolling Stones “Mess It Up” del disco Hackney Diamonds, protagonizado por Hoult. Filmado en los Estados Unidos el video se caracteriza por un alto nivel teatral. Hoult deja atrás una relación y baila a través del paso del tiempo. Con el video musical, es la segunda vez que Hoult baila para la pantalla, ya que, en la película Renfield (2023) —en una escena eliminada del metraje final de la película, pero si añadido en la versión Blu-Ray— aparece bailando por una calle con la canción“(Your Love Keeps Lifting Me) Higher and Higher” en un flashmob.
Durante el año 2024, interviene en un total de cuatro películas; Como actor vocal, proporciona su voz al personaje ficticio Jon Arbuckle de la tira cómica de Garfield, para la película animada Garfield: La película (2024) —título original; The Garfield Movie— junto con los actores Chris Pratt y Samuel L. Jackson, dirigida por Mark Dindal.

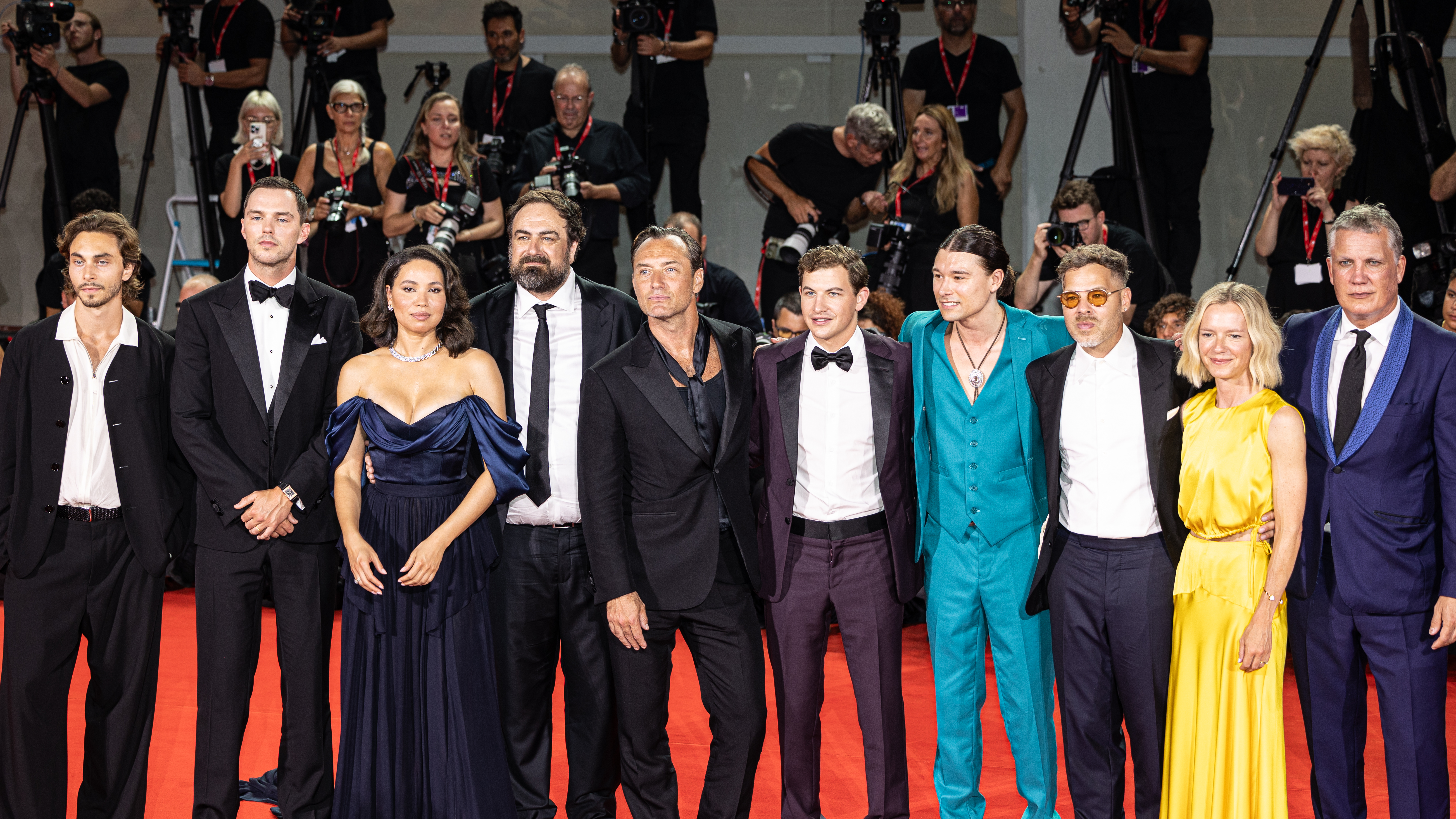
Reparto y equipo de la película The Order en el 81º Festival Internacional de Cine de Venecia de 2024.

Junto con el actor británico Jude Law, protagoniza la película basada en hechos reales The Order (2024) interpretando al radical Bob Mathews, el líder del grupo La Orden, dirigida por Justin Kurzel,estrenada en la 81.ª edición del Festival Internacional de Cine de Venecia el 31 de agosto de 2024, candidata al León de Oro, y en el Festival Internacional de Cine de Toronto (TIFF) de 2024.Según comenta el crítico Jonathan Romney del periódico The Guardian «Law y el adversario de mirada gélida de Hoult se combinan para lograr una resonancia algo mítica; un dúo de lucha con el demonio que realmente se adapta al contexto político con un efecto preciso.»

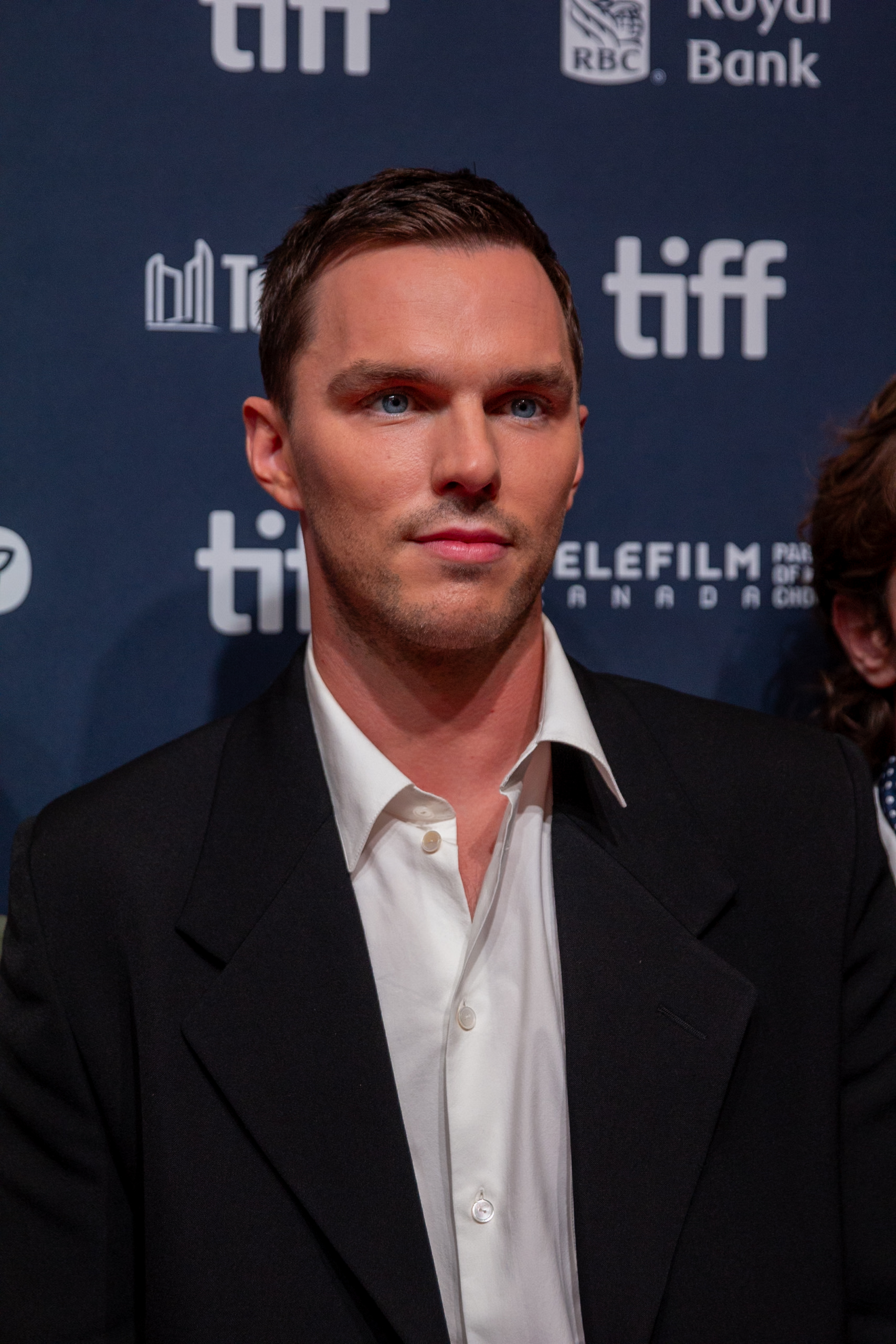
Hoult, en la Toronto International Film Festival (TIFF) de 2024.

La leyenda del cine Clint Eastwood, tras reunirse con varios actores de primera fila en Hollywood, decidió que Hoult era el candidato idóneopara dar vida a Justin Kempen la película Jurado Nº2 (2024) —título original; Juror #2— protagonizada por Hoult, junto con Toni Collette, J. K. Simmons y Kiefer Sutherland. La —muy probable— última películaen la carrera de Clint Eastwood como director y la número 40,un thriller que transcurre en medio de un juicio mediático por asesinato de alto perfil, y se concentra en el personaje de Kemp, que es seleccionado como jurado del caso que se verá enfrentado a un grave dilema moral cuando llega a la conclusión de que pudo haber sido el responsable de la muerte violenta de la víctima.En el mes de junio de 2023 se inició la grabación del filme en Pooler, en Savannah y Los Ángeles. Para Collette y Hoult, es un reencuentro en pantalla grande 22 años después de interpretar a madre e hijo en About a Boy (2002).La película se estrena el 27 de octubre de 2024 en el TCL Chinese Theatre como cierre de la 38.ª edición del festival de cine AFI Fest 2024.
El cineasta Robert Eggers escoge a Houltpara dar vida al personaje de Thomas Hutter en la película de terror gótico Nosferatu (2024) junto con un elenco que incluye a Bill Skarsgård, Lily-Rose Depp, Aaron Taylor-Johnson y Willem Dafoe. El argumento sigue la historia de Hutter, un agente inmobiliario que viaja a las montañas de Transilvania, para ultimar la venta de una finca con el Conde Orlok. Tras un complicado y siniestro viaje lleno de escalofriantes experiencias para cerrar el lucrativo negocio, Hutter, tras ser recibido por el anfitrión solícito y hospitalario de Orlok, se descubre la marca de unos colmillos en su cuello y pronto comprenderá que el Conde es en realidad un vampiro. Según Eggers, la interpretación que Hoult aporta a su personaje añade «una nueva capa de terror a esta historia clásica»y afirma que Hoult tiene «su propia escena transformacional»,con una interpretación amenazadora «su actuación cautiva y aterroriza» añade Eggers.Con un rodaje de tres meses desde febrero hasta mayo de 2023, en los Barrandov Studios cinematográficos de Praga,la película se estrena el 25 de diciembre de 2024.

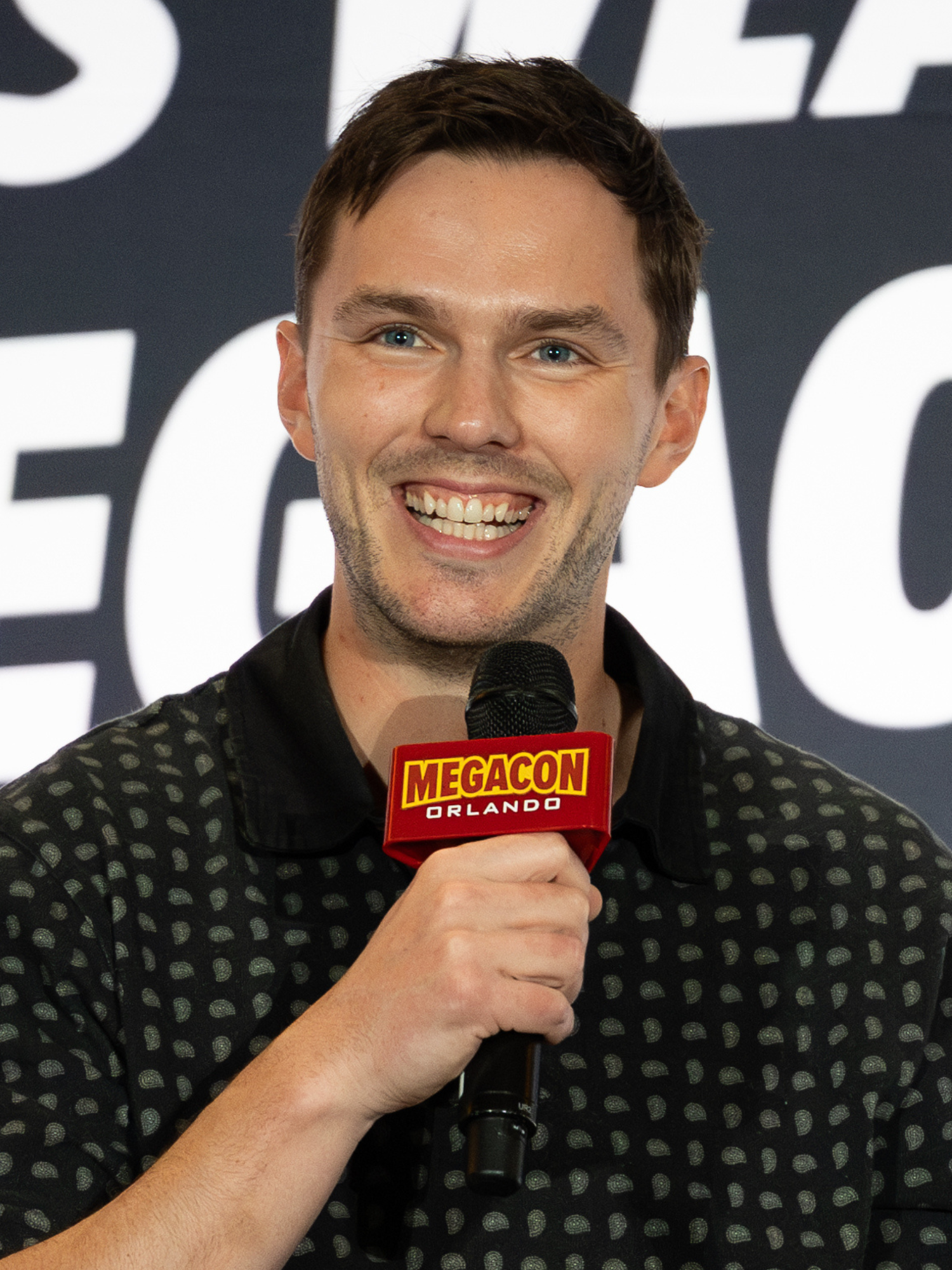
Nicholas Hoult en la MEGACON de Orlando, 2025.

La Warner Bros. fichó a Hoult para interpretar al villano Lex Luthoren la franquicia del universo cinematográfico DCU —o Universo DC—. Desde el principio, Hoult estaba interesado en Luthor, pero el cineasta James Gunn estaba considerando actores con los que había trabajado anteriormente, así que Hoult fue descartado y se postuló para el papel de Superman. Realizó las pruebas de pantalla en persona, que se llevaron a cabo en Warner Bros. Studios en Burbank, con Gunn y el productor Peter Safran.El actor probó maquillaje y vestuario como Clark Kent junto con la actriz Rachel Brosnahan en el papel de Lois Lane. Al final el papel recayó en el actor David Corenswet, y no estaba claro si Hoult lucharía por el papel de Luthor. Pero a finales de 2023, se filtró que había retomado las conversacionesy en diciembre James Gunn confirmó que Hoult había firmado el contrato de Luthor. Gunn afirma que con Hoult «busco un villano dinámico, audaz, con personalidad fuerte e inesperada y que, además, su físico encaja perfectamente con las necesidades del papel». Luthor es el CEO de LuthorCorp que odia a Superman por tener el poder de hacerlo todo, pero no alinearse con las propias creencias de Luthor.  Hoult describió a Luthor como «obsesivo, decidido e implacable», y quería que el personaje «se sintiera como una amenaza creíble para Superman.» El ya tiene su objetivo final a la vista y esta motivado por muchas emociones, incluyendo la necesidad de ser reconocido por su genio científico. Hoult se inspiró en la interpretación del actor Michael Rosenbaum de Lex Luthor en la serie Smallville (2001-2011),y eligió trabajar para el papel basándose en la representación del cómic All-Star Superman (2005-2008). Su hijo Joaquín afeitó la cabeza de Hoult en preparación para el papel. La primera película del DCU en la que Hoult interpreta a Lex Luthor es en Superman (2025) del director James Gunn, junto con los actores Corenswet, Brosnahan, Isabela Merced, Edi Gathegi, Nathan Fillion, Anthony Carrigan, María Gabriela de Faría, Sara Sampaio y Skyler Gisondo, entre otros.

#### Próximos proyectos
Hoult protagonizará The Incomer, una comedia con influencias del folclore escocés que marca el debut cinematográfico del director Louis Paxton y que se filmará en Escocia.
Protagonizará How to Rob a Bank (2026), una película de acción y crimen dirigida por el cineasta David Leitch, con un guion de Mark Bianculli, producida por cuenta de Amazon MGM Studios. La película se centra en un grupo de individuos que planean y ejecutan un audaz atraco bancario, para enfrentar acciones inesperadas que pondrán a prueba su lealtad y habilidades. La producción se rodó en Pittsburgh en junio de 2025 y se extenderá hasta agosto. El estreno está previsto para el 4 de septiembre de 2026.El elenco principal incluye a Hoult, junto con Zoë Kravitz, Pete Davidson y Anna Sawai.

## Trabajo filantrópico
Nicholas Hoult apoya diferentes obras caritativas y se ha relacionado con organizaciones que ayudan sobre todo a niños y jóvenes. Nombrado el Primer embajador joven por la Sociedad Nacional para la Prevención de la Crueldad contra los Niños (NSPCC), por apoyar actividades dirigidas a niños y jóvenes. Fue incluido en el salón de la fama de la NSPCC en 2010, por sus contribuciones.En 2018 también realizó la donación para una organización que ayuda a niños sin hogar y maltratados. Desde 2009, también se involucra con la Teenage Cancer Trust, en la que continúa visitando a pacientes apoyados por la organización y ha ayudado a promover sus campañas de concientización, incluida la campaña "Shunburn" para proteger la piel contra la luz solar.También ha diseñado suéteres para Save the Children y Selfish Mother en Navidad y promovió la compra de la colección de ropa para la causa benéfica.

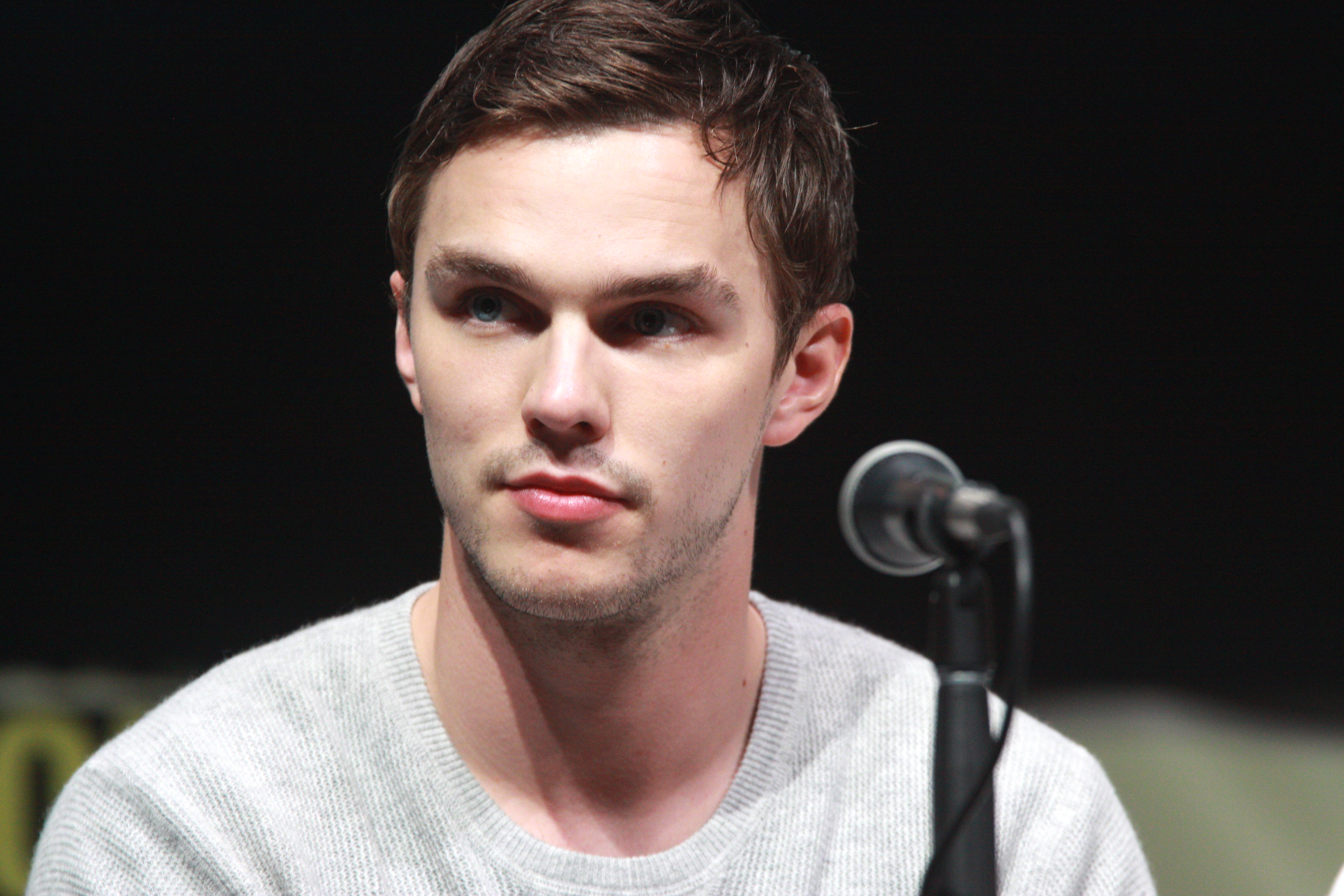
Nicholas Hoult hablando en la Comic-Con Internacional de San Diego 2013, para X-Men: Días del Futuro Pasado, en el Centro de Convenciones de San Diego en San Diego, California.

En 2010 visitó Nairobi, Kenia, como parte de un proyecto Christian Aid enfocado en proveer agua limpia y sanitización. Durante su estancia conoció a sus habitantes y ayudó a limpiar la localidad. Desde 2017 forma parte de Jeans for Refugees, una iniciativa y proyecto de recolección de fondos para refugiados. Dio un par de jeans autografiados a la organización, de los cuales el dinero recaudado fue donado al International Rescue Committee.
El 1 de agosto de 2020, participa en la campaña Africa Outreach Project junto con Charlize Theron, en el que se proyectaba en un autocine de Los Ángeles la película Mad Max: Fury Road para recaudar fondos. En 2021 para Save the Children de Reino Unido, formó parte de la campaña de Misan Harriman para ayudar a crear conciencia sobre los cambios urgentes que los niños quieren ver en el mundo “Prohibir el plástico. Reducir la contaminación”. En junio de 2022 formó parte de la campaña de Biotherm #BeAWaterLover para crear conciencia sobre la preservación de los océanos y anunciar su compromiso de convertirse en Ocean Positive para 2030. En 2022 y en 2023, abanderó la campaña Acqua for Life de Armani.
En 2025, Hoult fue nombrado Embajador de Save the Children. En el marco de su nuevo rol, visitó un taller extraescolar en Londres, donde habló con niños sobre temas relacionados con su papel como Lex Luthor en la película Superman y promovió valores como la compasión y la responsabilidad. Como embajador, Hoult apoya iniciativas de la organización centradas en la educación, la salud y el bienestar infantil a nivel global.

## Imagen pública

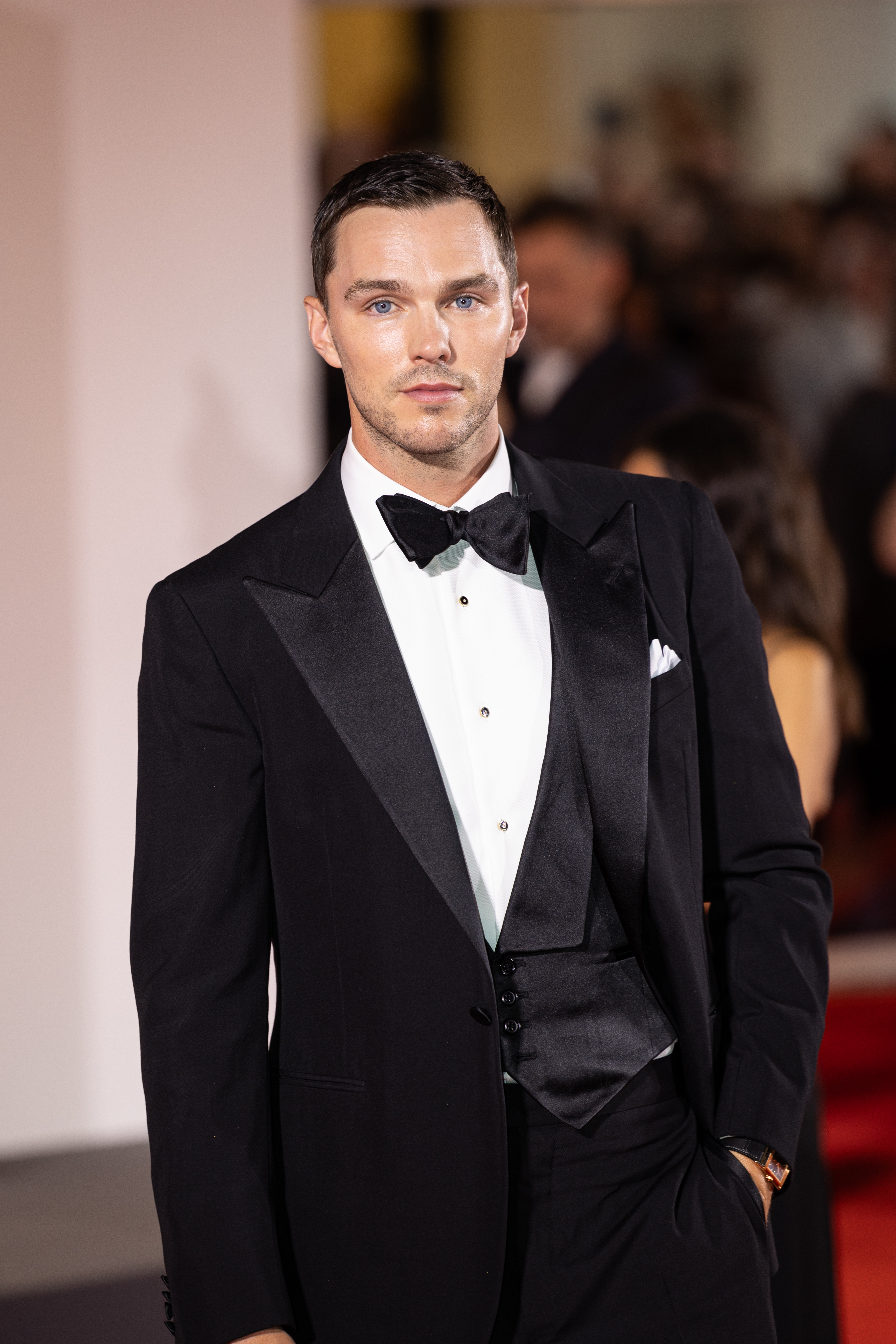
Hoult en el Festival Internacional de Cine de Venecia de 2024.

Hoult aparecía en la lista anual Forbes 30 Under 30 en 2012, la sección de Hollywood & Entertainment, una compilación de «los jóvenes emprendedores, innovadores y revolucionarios más brillantes del mundo».En la edición de 2024 de “Hombres del año”, la revsita GQ homenajea a Hoult como “Actor del año”, destacando su notable carrera.
Es embajador de marcas Tom Ford,Jaguar Cars,Biotherm,Emporio Armani y Jaeger-LeCoultre.Hoult es amigo y embajador de la Grande Maison Jaeger-LeCoultre desde 2015. También mantiene una relación con las marcas Loewe, Christian Dior,y Ferrari.
Nicholas Hoult es una habitual en las listas de los más elegantes en las alfombras rojas o en los prestrenos de películas. «Hoult lleva años siendo uno de los hombres mejor vestidos de Hollywood» según varias listas y revistas; Es de los actores que trabajan su propia “imagen de marca” más allá de los rodajes. Hoult suele ir ataviado con un estilo clásicopero actualizado, todo un valor de elegancia, siendo «llamativo sin extravagancia; elegante y arriesgado».

## Filmografía
Filmografía seleccionada destacable:
- 2002: About a Boy
- 2007: Skins (Serie)
- 2007: Coming Down the Mountain (Telefilm)
- 2009: Un hombre soltero
- 2010: Furia de titanes
- 2011: X-Men: primera generación
- 2013: Memorias de un zombi adolescente
- 2013: Jack el caza gigantes
- 2014: Young Ones
- 2014: X-Men: días del futuro pasado
- 2015: Mad Max: Fury Road
- 2015: Kill your friends
- 2015: Lugares oscuros
- 2016: Equals
- 2016: X-Men: Apocalipsis
- 2016: Persecución al límite
- 2017: Rebelde entre el centeno
- 2017: Castillos de arena
- 2017: The Current War
- 2017: Newness
- 2018: La Favorita
- 2018: La colina de Watership (Miniserie; voz)
- 2019: Dark Phoenix
- 2019: Tolkien
- 2019: True History of the Kelly Gang
- 2020: The Great (Serie)
- 2020: El banquero
- 2020: Cruce de espadas (Serie; voz)
- 2021: Aquellos que desean mi muerte
- 2022: El Menú
- 2023: Renfield
- 2024: The Garfield Movie (Voz)
- 2024: The Order
- 2024: Juror #2
- 2024: Nosferatu
- 2025: Superman

## Reconocimientos

### Distinciones
- Fue incluido en la lista de los 30 menores de 30 de Forbes en 2012.[240]
- La revista GQ Alemania nombró a Hoult como «Actor del Año» en 2024.[241]

### Premios y nominaciones
| Premios                                                                     | Año  | Categoría                                                      | Rol                                                         | Resultado | Ref     |
| --------------------------------------------------------------------------- | ---- | -------------------------------------------------------------- | ----------------------------------------------------------- | --------- | ------- |
| Astra Awards, anteriormente Hollywood Critics Association Television Awards | 2022 | Mejor actor en una serie de streaming, comedia.                | The Great                                                   | Nominado  | [ 242 ] |
| Astra Awards, anteriormente Hollywood Critics Association Television Awards | 2023 | Mejor actor en una serie de streaming, comedia.                | The Great                                                   | Nominado  | [ 243 ] |
| Astra Awards, anteriormente Hollywood Critics Association Television Awards | 2024 | Mejor actor en una serie de streaming, comedia.                | The Great                                                   | Nominado  | [ 244 ] |
| Brazil Online Film Award (BOFA)                                             | 2025 | Mejor actor                                                    | Juror No. 2                                                 | Nominado  | [ 245 ] |
| British Academy Television Craft Awards (BAFTA)                             | 2010 | Premio estrella en ascenso                                     | A Single Man                                                | Nominado  | [ 246 ] |
| CinEuphoria Awards                                                          | 2016 | Mejor Actor de Reparto – Premio del Público                    | Mad Max: Fury Road                                          | Ganador   | [ 247 ] |
| Columbus Film Critics Association (COFCA)                                   | 2025 | Actor del año                                                  | Juror No. 2 / Garfield: La película / The Order / Nosferatu | Nominado  | [ 248 ] |
| Critics' Choice Movie Awards                                                | 2002 | Mejor actuación infantil                                       | About a Boy                                                 | Nominado  | [ 249 ] |
| Critics' Choice Movie Awards                                                | 2018 | Mejor reparto de actuación                                     | The Favourite                                               | Ganador   | [ 250 ] |
| Critics' Choice Television Awards                                           | 2021 | Mejor actor en una serie de comedia                            | The Great                                                   | Nominado  | [ 251 ] |
| Critics' Choice Television Awards                                           | 2022 | Mejor actor en una serie de comedia                            | The Great                                                   | Nominado  | [ 252 ] |
| Florida Film Critics Circle Awards                                          | 2018 | Mejor reparto                                                  | The Favourite                                               | Ganador   | [ 253 ] |
| Festival de Cine de Giffoni                                                 | 2016 | Premio Giffoni                                                 | Mad Max: Fury Road                                          | Ganador   | [ 255 ] |
| Gold Derby Awards                                                           | 2016 | Elenco conjunto                                                | Mad Max: Fury Road                                          | Nominado  | [ 256 ] |
| Gold Derby Awards                                                           | 2019 | Elenco conjunto                                                | The Favourite                                               | Ganador   | [ 257 ] |
| Gold Derby Awards                                                           | 2020 | Actor de reparto de comedia                                    | The Great                                                   | Nominado  | [ 258 ] |
| Gold Derby Awards                                                           | 2020 | Conjunto de la Década                                          | The Favourite                                               | Nominado  | [ 257 ] |
| Gold Derby Awards                                                           | 2022 | Actor de comedia                                               | The Great                                                   | Nominado  | [ 259 ] |
| Premios Globo de Oro                                                        | 2021 | Mejor actor – Serie de televisión Musical o Comedia            | The Great                                                   | Nominado  | [ 260 ] |
| Premios Globo de Oro                                                        | 2022 | Mejor actor – Serie de televisión Musical o Comedia            | The Great                                                   | Nominado  | [ 261 ] |
| Golden Nymph Awards                                                         | 2008 | Mejor actor – Serie dramática                                  | Skins                                                       | Nominado  | [ 262 ] |
| Indiana Film Journalists Association (IFJA)                                 | 2018 | Mejor actor de reparto                                         | The Favourite                                               | Nominado  | [ 263 ] |
| International Online Cinema Awards (INOCA)                                  | 2015 | Mejor actor de reparto                                         | Mad Max: Fury Road                                          | Nominado  | [ 264 ] |
| International Online Cinema Awards (INOCA)                                  | 2020 | Mejor actor de reparto en una serie de comedia                 | The Great                                                   | Ganador   | [ 265 ] |
| International Online Cinema Awards (INOCA)                                  | 2022 | Mejor actor en una serie de comedia                            | The Great                                                   | Nominado  | [ 266 ] |
| International Online Cinema Awards (INOCA)                                  | 2023 | Mejor actor en una serie de comedia                            | The Great                                                   | Nominado  | [ 267 ] |
| Kids Choice Awards                                                          | 2017 | Reparto                                                        | X-Men: Apocalypse                                           | Nominado  | [ 268 ] |
| London Critics Circle Film Awards (ALFS Award)                              | 2025 | Artista británico / irlandés del año                           | Juror No.2/ The Order/ Nosferatu                            | Nominado  | [ 269 ] |
| MTV Movie & TV Awards                                                       | 2021 | Mejor villano                                                  | The Great                                                   | Nominado  | [ 270 ] |
| New Mexico Film Critics                                                     | 2018 | Mejor reparto                                                  | The Favourite                                               | Ganador   | [ 271 ] |
| New Mexico Film Critics                                                     | 2025 | Mejor actor                                                    | Juror No.2                                                  | Nominado  | [ 272 ] |
| North Dakota Film Society                                                   | 2025 | Mejor reparto                                                  | Nosferatu                                                   | Nominado  | [ 273 ] |
| Oklahoma Film Critics Circle Awards                                         | 2025 | Mejor conjunto de trabajos                                     | Juror No.2/ The Order/ Nosferatu                            | Ganador   | [ 274 ] |
| Online Film & Television Association Awards (OFTA)                          | 2003 | Mejor actuación juvenil                                        | About a Boy                                                 | Ganador   | [ 275 ] |
| Online Film & Television Association Awards (OFTA)                          | 2019 | Mejor reparto                                                  | The Favourite                                               | Ganador   | [ 276 ] |
| Online Film & Television Association Awards (OFTA)                          | 2020 | Mejor actor de reparto en una serie de comedia                 | The Great                                                   | Nominado  | [ 277 ] |
| Online Film & Television Association Awards (OFTA)                          | 2022 | Mejor actor en una serie de comedia                            | The Great                                                   | Nominado  | [ 278 ] |
| Pena de Prata                                                               | 2021 | Mejor reparto en una serie de comedia                          | The Great                                                   | Nominado  | [ 279 ] |
| People's Choice Awards                                                      | 2011 | Reparto de película favorita                                   | X-Men: First Class                                          | Nominado  | [ 280 ] |
| Phoenix Film Critics Society Awards                                         | 2002 | Mejor actuación de un joven en un papel principal o secundario | About a Boy                                                 | Ganador   | [ 281 ] |
| Primetime Emmy Awards                                                       | 2022 | Mejor actor principal en una serie de comedia                  | The Great                                                   | Nominado  | [ 282 ] |
| San Diego Film Critics Society Awards                                       | 2024 | Mejor conjunto de trabajos                                     | Juror No. 2 / Garfield: La película / The Order / Nosferatu | Ganador   | [ 283 ] |
| Satellite Awards                                                            | 2019 | Mejor reparto, película                                        | The Favourite                                               | Ganador   | [ 284 ] |
| Satellite Awards                                                            | 2021 | Mejor actor en una serie musical o de comedia                  | The Great                                                   | Nominado  | [ 285 ] |
| Savannah Film Festival (SCAD)                                               | 2022 | Premio Vanguard                                                | The Menu                                                    | Ganador   | [ 287 ] |
| Screen Actors Guild Awards                                                  | 2021 | Mejor actuación de un actor masculino en una serie de comedia  | The Great                                                   | Nominado  | [ 288 ] |
| Screen Actors Guild Awards                                                  | 2021 | Mejor actuación de un conjunto en una serie de comedia         | The Great                                                   | Nominado  | [ 289 ] |
| Screen Actors Guild Awards                                                  | 2022 | Mejor actuación de un conjunto en una serie de comedia         | The Great                                                   | Nominado  | [ 290 ] |
| Southeastern Film Critics Association Awards (SEFCA)                        | 2018 | Mejor reparto                                                  | The Favourite                                               | Ganador   | [ 291 ] |
| Teen Choice Awards                                                          | 2011 | Química de la película elegida.                                | X-Men: First Class                                          | Nominado  | [ 292 ] |
| Teen Choice Awards                                                          | 2013 | Choice Breakout                                                | Warm Bodies                                                 | Ganador   | [ 293 ] |
| Teen Choice Awards                                                          | 2013 | Mejor actor de película – Comedia                              | Warm Bodies                                                 | Nominado  | [ 293 ] |
| Teen Choice Awards                                                          | 2013 | Mejor actor de película – Romance                              | Warm Bodies                                                 | Nominado  | [ 293 ] |
| Teen Choice Awards                                                          | 2014 | Película elegida: ladrón de escenas masculinas                 | X-Men: Days of Future Past                                  | Nominado  | [ 294 ] |
| Teen Choice Awards                                                          | 2015 | Elección del ladrón de escenas de películas                    | Mad Max: Fury Road                                          | Nominado  | [ 295 ] |
| Young Artist Awards                                                         | 2002 | Joven actor principal                                          | About a Boy                                                 | Nominado  | [ 296 ] |
| Young Hollywood Awards                                                      | 2014 | Súper superhéroe                                               | X-Men: Days of Future Past                                  | Nominado  | [ 297 ] |